# Liste des vols de fusées Proton
La liste des vols de fusées Proton regroupe tous les vols effectués avec ce lanceur depuis son vol inaugural en 1965.

## Statistiques

### Nombre de vols par an
| 2,5 5 7,5 10 12,5 15 1965 1970 1975 1980 1985 1990 1995 2000 2005 2010 2015 2020 Échec Échec partiel Succès Planifié |

## Liste des vols de 1965 à 1969
| Date                    | Version                 | N° série  | Complexe de lancement | Résultat | Charge utile                  | Type                               | Orbite                                                  | Commentaire |
| ----------------------- | ----------------------- | --------- | --------------------- | -------- | ----------------------------- | ---------------------------------- | ------------------------------------------------------- | --- |
| 16 juillet 1965 11:16   | UR-500 8K82             | 107207-01 | Complexe 81/23        | Succès   | Proton 1 (N-4 #1)             | Recherche de particules            | Orbite basse                                            | Vol inaugural du lanceur Proton |
| 2 novembre 1965 12:28   | UR-500 8K82             | UR500-209 | Complexe 81/23        | Succès   | Proton 2 (N-4 #2)             | Recherche de particules            | Orbite basse                                            | |
| 24 mars 1966 21:00      | UR-500 8K82             | UR500-211 | Complexe 81/23        | Échec    | N-4 #3                        | Recherche de particules            | Orbite basse (visée)                                    | Défaillance du moteur du 2e étage à T+122 secondes. Possible collision avec le premier étage lors de la séparation.                                             |
| 6 juillet 1966 12:57    | UR-500 8K82             | UR500-212 | Complexe 81/23        | Succès   | Proton 3 (N-4 #4)             | Recherche de particules            | Orbite basse                                            | FDernier vol de la version UR-500 8K82 |
| 10 mars 1967 11:30      | UR-500K/D 8K82K/11S824  | 107227-01 | Complexe 81/23        | Succès   | Cosmos 146 (Soyouz 7K-L1 #2P) | Vol d'essai                        | Orbite haute elliptique                                 | Vol inaugural de la version UR-500K 8K82K rebaptisée Proton-K, premier vol d'une Proton avec étage supérieur                                                    |
| 8 avril 1967 09:00      | Proton-K/D 8K82K/11S824 | 228-01    | Complexe 81/23        | Échec    | Cosmos 154 (Soyouz 7K-L1 #3P) | Vol d'essai                        | Orbite haute elliptique (visée) Orbite basse (réalisée) | Séparation prématurée du 4e étage |
| 27 septembre 1967 22:11 | Proton-K/D 8K82K/11S824 | 229-01    | Complexe 81/23        | Échec    | Soyouz 7K-L1 #4L              | Vol d'essai                        | Orbite haute elliptique (visée)                         | Le moteur N+1 du premier étage ne s'est pas allumé au décollage. La propulsion a été coupée automatique à T+97 secondes.                                        |
| 22 novembre 1967 19:07  | Proton-K/D 8K82K/11S824 | 230-01    | Complexe 81/24        | Échec    | Soyouz 7K-L1 #5L              | Vol d'essai                        | Orbite haute elliptique (visée)                         | Premier vol depuis le complexe 81/24. Défaillance de la propulsion du seconde étage.                                                                            |
| 2 mars 1968 22:11       | Proton-K/D 8K82K/11S824 | 231-01    | Complexe 81/23        | Succès   | Zond 4 (Soyouz 7K-L1 #6L)     | Vol d'essai                        | Orbite haute elliptique                                 | L'engin spatial Zond a été victime d'une défaillance durant la suite de la mission.                                                                             |
| 22 avril 1968 23:01     | Proton-K/D 8K82K/11S824 | 232-01    | Complexe 81/24        | Échec    | Soyouz 7K-L1 #7L              | Vol d'essai                        | Orbite haute elliptique (visée)                         | Arrêt prématuré du second étage. Le vaisseau Soyouz a pu être récupéré.                                                                                         |
| 14 septembre 1968 21:42 | Proton-K/D 8K82K/11S824 | 234-01    | Complexe 81/23        | Succès   | Zond 5 (Soyouz 7K-L1 #9L)     | Vol d'essai                        | Orbite haute elliptique                                 | |
| 10 novembre 1968 19:11  | Proton-K/D 8K82K/11S824 | 235-01    | Complexe 81/23        | Succès   | Zond 6 (Soyouz 7K-L1 #12L)    | Vol d'essai                        | Orbite haute elliptique                                 | La mission Zond a échoué par la suite. |
| 16 novembre 1968 11:40  | Proton-K/D 8K82K/11S824 | 236-01    | Complexe 81/24        | Succès   | Proton 4 (N-6 #1)             | Recherche sur rayonnement cosmique | Orbite basse                                            | Premier Proton-K sans étage supérieur. |
| 20 janvier 1969 04:14   | Proton-K/D 8K82K/11S824 | 237-01    | Complexe 81/23        | Échec    | Soyouz 7K-L1 #13L             | Vol d'essai                        | Orbite haute elliptique (visée)                         | Défaillance d'un moteur du 2e étage puis défaillance du 3e étage.                                                                                               |
| 19 février 1969 06:48   | Proton-K/D 8K82K/11S824 | 239-01    | Complexe 81/24        | Échec    | Luna E-8 #201                 | Rover Lunokhod                     | Orbite haute elliptique (visée)                         | Coiffe brisée 51 secondes après le décollage entrainant l'explosion du lanceur.                                                                                 |
| 27 mars 1969 10:40      | Proton-K/D 8K82K/11S824 | 240-01    | Complexe 81/23        | Échec    | Mars-2M #521                  | Orbiteur martien                   | Orbite héliocentrique (visée)                           | Défaillance du troisième étage. |
| 2 avril 1969 10:33      | Proton-K/D 8K82K/11S824 | 233-01    | Complexe 81/24        | Échec    | Mars-2M #522                  | Orbiteur martien                   | Orbite héliocentrique(visée)                            | Problème de tuyauterie sur le moteur du premier étage déclenche un incendie dès le décollage. La fusée s'est écrasée sur le sol 40 secondes après le décollage. |
| 14 juin 1969 04:00      | Proton-K/D 8K82K/11S824 | 238-01    | Complexe 81/24        | Échec    | Luna E-8-5 #402               | retour d'échantillon lunaire       | Orbite haute elliptique (visée)                         | Bloc D ne s'est pas allumé. |
| 13 juillet 1969 02:54   | Proton-K/D 8K82K/11S824 | 242-01    | Complexe 81/24        | Succès   | Luna 15 (Luna E-8-5 #401)     | retour d'échantillon lunaire       | Orbite haute elliptique                                 | Échec postérieur de la mission Luna. |
| 7 août 1969 23:48       | Proton-K/D 8K82K/11S824 | 243-01    | Complexe 81/23        | Succès   | Zond 7 (Soyouz 7K-L1 #11)     | Vol d'essai                        | Orbite haute elliptique                                 | |
| 23 septembre 1969 14:07 | Proton-K/D 8K82K/11S824 | 244-01    | Complexe 81/24        | Échec    | Cosmos 300 (Luna E-8-5 #403)  | retour d'échantillon lunaire       | Orbite haute elliptique (visée) Orbite basse (réalisée) | Défaillance du bloc D due à une défaillance d'une valve. |
| 22 octobre 1969 14:09   | Proton-K/D 8K82K/11S824 | 241-01    | Complexe 81/24        | Échec    | Cosmos 305 (Luna E-8-5 #404)  | retour d'échantillon lunaire       | Orbite haute elliptique (visée) Orbite basse (réalisée) | Mauvais contrôle de l'étage supérieur. |
| 28 novembre 1969 09:00  | Proton-K/D 8K82K/11S824 | 245-01    | Complexe 81/23        | Échec    | Soyouz 7K-L1E #1              | Vol d'essai                        | Orbite moyenne                                          | Défaillance du troisième étage. |

## Liste des vols de 1970 à 1979
| Date                    | Version                    | N° série | Complexe de lancement | Résultat      | Charge utile                                              | Type                         | Orbite                                         | Commentaire |
| ----------------------- | -------------------------- | -------- | --------------------- | ------------- | --------------------------------------------------------- | ---------------------------- | ---------------------------------------------- | --- |
| 6 février 1970 04:16    | Proton-K/D 8K82K/11S824    | 247-01   | Site 81/23            | Échec         | Luna E-8-5 #405                                           | Retour d'échantillon lunaire | Orbite haute elliptique (visée)                | Extinction prématuré du premier étage due à une fausse alarme. |
| 18 août 1970 03:45      | Proton-K 8K82K             | 246-01   | Site 81/23            | Succès        | 82-EV                                                     | Vol de test                  | Vol suborbital                                 | Test effectué pour trouver l'origine du taux de défaillance élevé des Proton. |
| 12 septembre 1970 13:35 | Proton-K/D 8K82K/11S824    | 248-01   | Site 81/23            | Succès        | Luna 16 (Luna E-8-5 #406)                                 | Retour d'échantillon lunaire | Orbite haute elliptique                        | |
| 20 octobre 1970 19:55   | Proton-K/D 8K82K/11S824    | 250-01   | Site 81/23            | Succès        | Zond 8 (Soyouz 7K-L1 #14)                                 | Test du véhicule             | Orbite haute elliptique                        | |
| 10 novembre 1970 14:44  | Proton-K/D 8K82K/11S824    | 251-01   | Site 81/23            | Succès        | Luna 17 (Luna E-8 #203)                                   | Atterrisseur lunaire         | Orbite haute elliptique                        | Comprend le rover Lunokhod 1 |
| 2 décembre 1970 17:00   | Proton-K/D 8K82K/11S824    | 252-01   | Site 81/23            | Succès        | Cosmos 382 (Soyouz 7K-L1E #2K)                            | Vol d'essai                  | Orbite moyenne                                 | Test de l'étage supérieur Bloc D |
| 19 avril 1971 01:40     | Proton-K 8K82K             | 254-01   | Site 81/24            | Succès        | Saliout 1 (DOS-1)                                         | Station spatiale             | Orbite basse                                   | Première station spatiale |
| 10 mai 1971 16:58       | Proton-K/D 8K82K/11S824    | 253-01   | Site 81/23            | Échec         | Cosmos 419 (Mars-3MS #170)                                | Orbiteur martien             | Héliocentrique (visée) Orbite basse (réalisé)  | L'étage supérieur ne s'est pas allumé. |
| 19 mai 1971 16:22       | Proton-K/D 8K82K/11S824    | 255-01   | Site 81/24            | Succès        | Mars 2 (Mars-4M #171)                                     | Sonde spatiale martienne     | Héliocentrique                                 | |
| 28 mai 1971 15:26       | Proton-K/D 8K82K/11S824    | 249-01   | Site 81/23            | Succès        | Mars 3 (Mars-4M #172)                                     | Sonde spatiale martienne     | Héliocentrique                                 | |
| 2 septembre 1971 13:40  | Proton-K/D 8K82K/11S824    | 256-01   | Site 81/24            | Succès        | Luna 18 (Luna E-8-5 #207)                                 | Retour d'échantillon lunaire | Orbite haute elliptique                        | Échec ultérieur de la mission |
| 28 septembre 1971 10:00 | Proton-K/D 8K82K/11S824    | 257-01   | Site 81/24            | Succès        | Luna 19 (Luna E-8LS #202)                                 | Orbiteur lunaire             | Orbite haute elliptique                        | |
| 14 février 1972 03:27   | Proton-K/D 8K82K/11S824    | 258-01   | Site 81/24            | Succès        | Luna 20 (Luna E-8-5 #408)                                 | Retour d'échantillon lunaire | Orbite haute elliptique                        | |
| 29 juillet 1972 03:20   | Proton-K 8K82K             | 260-01   | Site 81/24            | Échec         | DOS-2                                                     | Station spatiale             | Orbite basse (visée)                           | Défaillance du contrôle d'orientation du second étage. |
| 8 janvier 1973 06:55    | Proton-K/D 8K82K/11S824    | 259-01   | Site 81/23            | Succès        | Luna 21 (Luna E-8 #204)                                   | Atterrisseur lunaire         | Orbite haute elliptique                        | Lancement du rover Lunokhod 2 |
| 3 avril 1973 09:00      | Proton-K 8K82K             | 283-01   | Site 81/23            | Succès        | Saliout 2 (Almaz OPS-1)                                   | Station spatiale             | Orbite basse                                   | Échec ultérieur de la mission |
| 11 mai 1973 00:20       | Proton-K 8K82K             | 284-01   | Site 81/23            | Succès        | Cosmos 557 (DOS-3)                                        | Station spatiale             | Orbite basse                                   | Échec ultérieur de la mission |
| 21 juillet 1973 19:20   | Proton-K/D 8K82K/11S824    | 261-01   | Site 81/23            | Succès        | Mars 4 (Mars-3MS #52S)                                    | Orbiteur martien             | Héliocentrique                                 | Échec ultérieur de la mission |
| 25 juillet 1973 18:55   | Proton-K/D 8K82K/11S824    | 262-01   | Site 81/24            | Succès        | Mars 5 (Mars-3MS #53S)                                    | Orbiteur martien             | Héliocentrique                                 | Échec ultérieur de la mission |
| 5 août 1973 17:45       | Proton-K/D 8K82K/11S824    | 281-01   | Site 81/23            | Succès        | Mars 6 (Mars-3MP #50P)                                    | Sonde martienne              | Héliocentrique                                 | |
| 9 août 1973 17:00       | Proton-K/D 8K82K/11S824    | 281-02   | Site 81/24            | Succès        | Mars 7 (Mars-3MP #51P)                                    | Sonde martienne              | Héliocentrique                                 | |
| 26 mars 1974 13:35      | Proton-K/DM 8K82K/11S86    | 282-01   | Site 81/23            | Succès        | Cosmos 637 (Raduga GVM)                                   | Vol d'essai                  | Géosynchrone                                   | Premier lancement du Proton avec un étage supérieur Bloc DM, premier lancement vers l'orbite géosynchrone, charge utile factice                                                             |
| 29 mai 1974 08:56       | Proton-K/D 8K82K/11S824    | 282-02   | Site 81/24            | Succès        | Luna 22 (Luna E-8LS #206)                                 | Orbiteur lunaire             | Orbite haute elliptique                        | |
| 24 juin 1974 22:38      | Proton-K 8K82K             | 283-01   | Site 81/23            | Succès        | Saliout 3 (Almaz OPS-2)                                   | Station spatiale             | Orbite basse                                   | |
| 29 juillet 1974 12:00   | Proton-K/DM 8K82K/11S86    | 287-01   | Site 81/24            | Succès        | Molniya-1S                                                | Communications               | Géosynchrone                                   | |
| 28 octobre 1974 14:30   | Proton-K/D 8K82K/11S824    | 285-02   | Site 81/24            | Succès        | Luna 23 (Luna E-8-5M #410)                                | Retour d'échantillon lunaire | Orbite haute elliptique                        | Défaillance de la charge utile par la suite |
| 26 décembre 1974 04:15  | Proton-K 8K82K             | 284-01   | Site 81/24            | Succès        | Saliout 4 (DOS-4)                                         | Station spatiale             | Orbite basse                                   | |
| 8 juin 1975 02:38       | Proton-K/D 8K82K/11S824    | 286-01   | Site 81/24            | Succès        | Venera 9 (Venera 4V-1 #660)                               | Sonde vers Venus             | Héliocentrique                                 | |
| 14 juin 1975 03:00      | Proton-K/D 8K82K/11S824    | 285-02   | Site 81/24            | Succès        | Venera 10 (Venera 4V-1 #661)                              | Sonde vers Venus             | Héliocentrique                                 | |
| 8 octobre 1975 00:30    | Proton-K/DM 8K82K/11S86    | 286-02   | Site 81/23            | Succès        | Cosmos 775 (US-KS)                                        | Défense anti missile         | Géosynchrone                                   | Défaillance de la charge utile par la suite |
| 16 octobre 1975, 04:04  | Proton-K/D 8K82K/11S824    | 287-02   | Site 81/23            | Échec         | Luna E-8-5M #412                                          | Retour d'échantillon lunaire | Orbite haute elliptique (visée)                | Dernier vol du Proton K avec un Bloc D comme étage supérieur, dysfonctionnement de l'étage supérieur                                                                                        |
| 22 décembre 1975 13:00  | Proton-K/DM 8K82K/11S86    | 288-01   | Site 81/24            | Succès        | Gran' #11L (Raduga)                                       | Communications               | Géosynchrone                                   | |
| 22 juin 1976 18:04      | Proton-K 8K82K             | 290-02   | Site 81/23            | Succès        | Saliout 5 (Almaz OPS-3)                                   | Station spatiale             | Orbite basse                                   | |
| 9 août 1976 15:04       | Proton-K/D-1 8K82K/11S824M | 288-02   | Site 81/23            | Succès        | Luna 24 (Luna E-8-5M #413)                                | Retour d'échantillon lunaire | Orbite haute elliptique                        | Premier vol du Proton-K avec Bloc D-1 comme étage |
| 11 septembre 1976 18:24 | Proton-K/DM 8K82K/11S86    | 289-01   | Site 81/24            | Succès        | Gran' #12L (Raduga)                                       | Communications               | Géosynchrone                                   | |
| 26 octobre 1976 14:50   | Proton-K/DM 8K82K/11S86    | 290-01   | Site 81/24            | Succès        | Ekran #11L                                                | Communications               | Géosynchrone                                   | |
| 15 décembre 1976 01:30  | Proton-K 8K82K             | 289-02   | Site 81/24            | Succès        | Cosmos 881 (TKS VA #009A/1) et Cosmos 882 (TKS VA #009/1) | Test du vaisseau TKS         | Orbite basse                                   | |
| 17 juillet 1977 09:00   | Proton-K 8K82K             | 293-02   | Site 81/24            | Succès        | Cosmos 929 (TKS #16101)                                   | Test du vaisseau TKS         | Orbite basse                                   | |
| 23 juillet 1977 21:15   | Proton-K/DM 8K82K/11S86    | 291-01   | Site 200/40           | Succès        | Gran' #13L                                                | Communications               | Géosynchrone                                   | Premier tir depuis l'ensemble de lancement 200 |
| 4 août 1977 22:00       | Proton-K 8K82K             | 293-01   | Site 81/24            | Échec         | TKS VA #009A/P, TKS VA #009/P                             | Test de vaisseau TKS         | Orbite basse (visée)                           | Défaillance du système d'orientation des tuyères du premier étage |
| 20 septembre 1977 17:28 | Proton-K/DM 8K82K/11S86    | 291-02   | Site 200/40           | Succès        | Ekran #12L                                                | Communications               | Géosynchrone                                   | |
| 29 septembre 1977 06:50 | Proton-K 8K82K             | 295-01   | Site 81/24            | Succès        | Saliout 6 (DOS-5)                                         | Station spatiale             | Orbite basse                                   | |
| 30 mars 1978 00:00      | Proton-K 8K82K             | 292-01   | Site 81/24            | Succès        | Cosmos 997 (TKS VA #009A/P2), Cosmos 998 (TKS VA #009P/2) | Test de vaisseaux            | Orbite basse                                   | |
| 27 mai 1978 01:25       | Proton-K/DM 8K82K/11S86    | 294-02   | Site 200/40           | Échec         | Ekran #13L                                                | Communications               | Géosynchrone                                   | Mauvais fonctionnement du système d'orientation de la poussée du premier étage |
| 18 juillet 1978 21:59   | Proton-K/DM 8K82K/11S86    | 292-02   | Site 200/40           | Succès        | Gran' #14L (Raduga)                                       | Communications               | Géosynchrone                                   | |
| 17 août 1978 20:02      | Proton-K/DM 8K82K/11S86    | 297-02   | Site 200/40           | Échec         | Ekran #15L                                                | Communications               | Géosynchrone                                   | Défaillance du système de pilotage du second étage. |
| 9 septembre 1978 03:25  | Proton-K/D-1 8K82K/11S824M | 296-01   | Site 81/23            | Succès        | Venera 11 (Venera 4V-1 #360)                              | Sonde vers Venus             | Héliocentrique                                 | |
| 14 septembre 1978 02:25 | Proton-K/D-1 8K82K/11S824M | 296-02   | Site 81/24            | Succès        | Venera 12 (Venera 4V-1 #361)                              | Sonde vers Venus             | Héliocentrique                                 | |
| 17 octobre 1978 16:04   | Proton-K/DM 8K82K/11S86    | 298-01   | Site 200/40           | Échec         | Ekran #14L                                                | Communications               | Géosynchrone                                   | Défaillance du deuxième étage à T+236 seconds due à l'ingestion de débris par les turbopompes                                                                                               |
| 19 décembre 1978, 12:15 | Proton-K/DM 8K82K/11S86    | 295-02   | Site 200/40           | Échec partiel | Gorizont #11L                                             | Communications               | Géosynchrone (visée) Orbite moyenne (réalisée) | Défaillance de l'étage supérieur, satellisation sur une mauvaise orbite. Le satellite a pu rejoindre son orbite définitive au prix d'une consommation supplémentaire de ses propres ergols. |
| 21 février 1979 07:49   | Proton-K/DM 8K82K/11S86    | 294-01   | Site 200/40           | Succès        | Ekran #16L                                                | Communications               | Géosynchrone                                   | |
| 25 avril 1979 03:44     | Proton-K/DM 8K82K/11S86    | 298-02   | Site 200/40           | Succès        | Gran' #15L (Raduga)                                       | Communications               | Géosynchrone                                   | |
| 22 mai 1979 23:00       | Proton-K 8K82K             | 200-02   | Site 81/24            | Succès        | Cosmos 1100 (TKS VA #0102A), Cosmos 1101 (TKS VA #0102)   | Test du vaisseau TKS         | Orbite basse                                   | Prévu pour être une mission habitée, convertie en mission sans équipage à la suite de l'échec du test effectué précédemment                                                                 |
| 5 juillet 1979 23:19    | Proton-K/DM 8K82K/11S86    | 299-01   | Site 200/40           | Succès        | Gorizont #12L                                             | Communications               | Géosynchrone                                   | |
| 3 octobre 1979 17:12    | Proton-K/DM 8K82K/11S86    | 302-02   | Site 200/40           | Succès        | Ekran #17L                                                | Communications               | Géosynchrone                                   | |
| 28 décembre 1979 11:51  | Proton-K/DM 8K82K/11S86    | 303-01   | Site 200/40           | Succès        | Gorizont #13L                                             | Communications               | Géosynchrone                                   | |

## Liste des vols de 1980 à 1989
| Date                       | Version                    | N° série | Complexe de lancement | Résultat | Charge utile                  | Type                                | Orbite                                       | Commentaire                                                                         |
| -------------------------- | -------------------------- | -------- | --------------------- | -------- | ----------------------------- | ----------------------------------- | -------------------------------------------- | ----------------------------------------------------------------------------------- |
| 20 février 1980 08:05      | Proton-K/DM 8K82K/11S86    | 297-01   | Site 200/39           | Succès   | Gran' #16L (Raduga)           | Communications                      | Géosynchrone                                 | Premier tir depuis le pas de tir 200/39                                             |
| 14 juin 1980 00:49         | Proton-K/DM 8K82K/11S86    | 303-02   | Site 200/39           | Succès   | Gorizont #15L                 | Communications                      | Géosynchrone                                 |                                                                                     |
| 14 juillet 1980 22:35      | Proton-K/DM 8K82K/11S86    | 301-01   | Site 200/40           | Succès   | Ekran #19L                    | Communications                      | Géosynchrone                                 |                                                                                     |
| 5 octobre 1980 17:10       | Proton-K/DM 8K82K/11S86    | 300-01   | Site 200/39           | Succès   | Gran' #17L                    | Communications                      | Géosynchrone                                 |                                                                                     |
| 26 décembre 1980 11:49     | Proton-K/DM 8K82K/11S86    | 304-01   | Site 200/40           | Succès   | Ekran #20L                    | Communications                      | Géosynchrone                                 |                                                                                     |
| 18 mars 1981 04:40         | Proton-K/DM 8K82K/11S86    | 306-01   | Site 200/40           | Succès   | Gran' #18L                    | Communications                      | Géosynchrone                                 |                                                                                     |
| 25 avril 1981 02:01        | Proton-K 8K82K             | 299-02   | Site 200/39           | Succès   | Cosmos 1267 (TKS #16301)      | Technologie                         | Orbite basse                                 | Amarrage à Saliout 6                                                                |
| 25 juin 1981 23:55         | Proton-K/DM 8K82K/11S86    | 305-01   | Site 200/40           | Succès   | Ekran #21L                    | Communications                      | Géosynchrone                                 |                                                                                     |
| 30 juillet 1981 21:38      | Proton-K/DM 8K82K/11S86    | 301-02   | Site 200/39           | Succès   | Gran' #19L                    | Communications                      | Géosynchrone                                 |                                                                                     |
| 9 octobre 1981, 16:59      | Proton-K/DM 8K82K/11S86    | 310-01   | Site 200/39           | Succès   | Gran' #20L                    | Communications                      | Géosynchrone                                 |                                                                                     |
| 30 octobre 1981 06:04      | Proton-K/D-1 8K82K/11S824M | 311-01   | Site 200/40           | Succès   | Venera 13 (Venera 4V-1M #760) | Sonde vers Vénus                    | Orbite héliocentrique                        |                                                                                     |
| 4 novembre 1981 05:31      | Proton-K/D-1 8K82K/11S824M | 311-02   | Site 200/39           | Succès   | Venera 14 (Venera 4V-1M #761) | Sonde vers Vénus                    | Héliocentrique                               |                                                                                     |
| 5 février 1982 09:12       | Proton-K/DM 8K82K/11S86    | 308-01   | Site 200/40           | Succès   | Ekran #22L                    | Communications                      | Géosynchrone                                 |                                                                                     |
| 15 mars 1982 04:39         | Proton-K/DM 8K82K/11S86    | 305-02   | Site 200/39           | Succès   | Gorizont #14L                 | Communications                      | Géosynchrone                                 |                                                                                     |
| 19 avril 1982 19:45        | Proton-K 8K82K             | 306-02   | Site 200/40           | Succès   | Saliout 7 (DOS-6)             | Station spatiale                    | Orbite basse                                 |                                                                                     |
| 17 mai 1982 23:50          | Proton-K/DM 8K82K/11S86    | 310-02   | Site 200/39           | Succès   | Cosmos 1366 (Geizer #11L)     | Communications                      | Géosynchrone                                 |                                                                                     |
| 22 juillet 1982 22:11      | Proton-K/DM 8K82K/11S86    | 307-02   | Site 200/40           | Échec    | Ekran #23L                    | Communications                      | Géosynchrone (visée)                         | Panne du système hydraulique du premier étage                                       |
| 16 septembre 1982 18:31    | Proton-K/DM 8K82K/11S86    | 309-01   | Site 200/40           | Succès   | Ekran #24L                    | Communications                      | Géosynchrone                                 |                                                                                     |
| 12 octobre 1982 14:57      | Proton-K/DM-2 8K82K/11S861 | 315-01   | Site 200/39           | Succès   | Ouragan x 3                   | Satellite de navigation             | Orbite moyenne                               | Premier vol de Proton-K avec l'étage Bloc DM-2                                      |
| 20 octobre 1982 16:26      | Proton-K/DM 8K82K/11S86    | 312-01   | Site 200/40           | Succès   | Gorizont #16L                 | Communications                      | Géosynchrone                                 |                                                                                     |
| 26 novembre 1982 14:13     | Proton-K/DM 8K82K/11S86    | 313-01   | Site 200/39           | Succès   | Gran' #21L (Raduga)           | Communications                      | Géosynchrone                                 |                                                                                     |
| 24 décembre 1982 12:00     | Proton-K/DM 8K82K/11S86    | 314-01   | Site 200/39           | Échec    | Gran' #22L (Raduga)           | Communications                      | Géosynchrone (visée)                         | Défaillance d'un moteur du second étage due aux vibrations                          |
| 2 mars 1983 09:37          | Proton-K 8K82K             | 309-02   | Site 200/39           | Succès   | Cosmos 1443 (TKS-M #16401)    | Technologie, ravitaillement         | Orbite basse                                 | Ravitaillement de Saliout 7                                                         |
| 12 mars 1983 14:00         | Proton-K/DM 8K82K/11S86    | 304-02   | Site 200/40           | Succès   | Ekran #18L                    | Communications                      | Géosynchrone                                 |                                                                                     |
| 23 mars 1983 12:45         | Proton-K/D-1 8K82K/11S824M | 307-01   | Site 200/39           | Succès   | Astron (1A #602)              | Astrophysique                       | Orbite haute elliptique                      |                                                                                     |
| 8 avril 1983 04:45         | Proton-K/DM 8K82K/11S86    | 315-02   | Site 200/40           | Succès   | Gran' #23L (Raduga)           | Communications                      | Géosynchrone                                 |                                                                                     |
| 2 juin 1983 02:38          | Proton-K/D-1 8K82K/11S824M | 321-01   | Site 200/39           | Succès   | Venera 15 (Venera 4V-2 #860)  | Sonde vers Vénus                    | Héliocentrique                               |                                                                                     |
| 7 juin 1983 02:32          | Proton-K/D-1 8K82K/11S824M | 321-01   | Site 200/40           | Succès   | Venera 16 (Venera 4V-2 #861)  | Sonde vers Vénus                    | Héliocentrique                               |                                                                                     |
| 30 juin 1983 23:56         | Proton-K/DM 8K82K/11S86    | 314-02   | Site 200/39           | Succès   | Gorizont #17L                 | Communications                      | Géosynchrone                                 |                                                                                     |
| 10 août 1983 18:24         | Proton-K/DM-2 8K82K/11S861 | 317-01   | Site 200/39           | Succès   | Ouragan x 3                   | Satellite de navigation             | Orbite moyenne                               |                                                                                     |
| 25 août 1983 20:02         | Proton-K/DM 8K82K/11S86    | 316-02   | Site 200/40           | Succès   | Gran' #24L (Raduga)           | Communications                      | Géosynchrone                                 |                                                                                     |
| 29 septembre 1983 17:37    | Proton-K/DM 8K82K/11S86    | 318-01   | Site 200/40           | Succès   | Ekran #25L                    | Communications                      | Géosynchrone                                 |                                                                                     |
| 30 novembre 1983 13:51     | Proton-K/DM 8K82K/11S86    | 308-02   | Site 200/39           | Succès   | Gorizont #18L                 | Communications                      | Géosynchrone                                 |                                                                                     |
| 29 décembre 1983 00:52:24  | Proton-K/DM-2 8K82K/11S861 | 317-01   | Site 200/39           | Succès   | Ouragan x 3                   | Satellite de navigation             | Orbite moyenne                               |                                                                                     |
| 15 février 1984 08:46      | Proton-K/DM 8K82K/11S86    | 318-02   | Site 200/39           | Succès   | Gran' #25L (Raduga)           | Communications                      | Géosynchrone                                 |                                                                                     |
| 2 mars 1984 03:54          | Proton-K/DM 8K82K/11S86    | 316-01   | Site 200/40           | Succès   | Cosmos 1540 (Geizer #12L)     | Communications                      | Géosynchrone                                 |                                                                                     |
| 16 mars 1984 14:00:00      | Proton-K/DM 8K82K/11S86    | 322-01   | Site 200/39           | Succès   | Ekran #26L                    | Communications                      | Géosynchrone                                 |                                                                                     |
| 29 mars 1984 05:53         | Proton-K/DM 8K82K/11S86    | 319-02   | Site 200/40           | Succès   | Cosmos 1546 (US-KS)           | Défense anti Missile                | Géosynchrone                                 |                                                                                     |
| 22 avril 1984 04:20:59     | Proton-K/DM 8K82K/11S86    | 312-02   | Site 200/39           | Succès   | Gorizont #19L                 | Communications                      | Géosynchrone                                 |                                                                                     |
| 19 mai 1984 15:11          | Proton-K/DM-2 8K82K/11S861 | 323-02   | Site 200/40           | Succès   | Ouragan x 3                   | Satellite de navigation             | Orbite moyenne                               |                                                                                     |
| 22 juin 1984 00:20:00      | Proton-K/DM 8K82K/11S86    | 319-01   | Site 200/39           | Succès   | Gran' #27L (Raduga)           | Communications                      | Géosynchrone                                 |                                                                                     |
| 1er août 1984 21:36:59     | Proton-K/DM 8K82K/11S86    | 324-01   | Site 200/40           | Succès   | Gorizont #20L                 | Communications                      | Géosynchrone                                 |                                                                                     |
| 24 août 1984 19:50:00      | Proton-K/DM 8K82K/11S86    | 324-02   | Site 200/39           | Succès   | Ekran #27L                    | Communications                      | Géosynchrone                                 |                                                                                     |
| 4 septembre 1984 15:49:53  | Proton-K/DM-2 8K82K/11S861 | 320-01   | Site 200/40           | Succès   | Ouragan x 3                   | Satellite de navigation             | Orbite moyenne                               |                                                                                     |
| 28 septembre 1984 14:00    | Proton-K/DM-2 8K82K/11S861 | 327-02   | Site 200/39           | Succès   | Cosmos 1603 (Tselina-2)       | ELINT                               | Orbite basse                                 |                                                                                     |
| 15 décembre 1984 09:16:24  | Proton-K/D-1 8K82K/11S824M | 329-01   | Site 200/39           | Succès   | Vega 1 (Venera-5VK #901)      | Sonde interplanétaire               | Héliocentrique                               | Survol de Vénus puis de la comète de Halley                                         |
| 21 décembre 1984 09:13:51  | Proton-K/D-1 8K82K/11S824M | 325-02   | Site 200/40           | Succès   | Vega 2 (Venera-5VK #902)      | Sonde interplanétaire               | Héliocentrique                               | Survol de Vénus puis de la comète de Halley                                         |
| 18 janvier 1985 10:25:00   | Proton-K/DM 8K82K/11S86    | 326-02   | Site 200/39           | Succès   | Gorizont #21L                 | Communications                      | Géosynchrone                                 |                                                                                     |
| 21 février 1985 07:57      | Proton-K/DM 8K82K/11S86    | 327-01   | Site 200/39           | Succès   | Cosmos 1629 (US-KS)           | Défense anti Missile                | Géosynchrone                                 |                                                                                     |
| 22 mars 1985 05:00:00      | Proton-K/DM 8K82K/11S86    | 328-01   | Site 200/40           | Succès   | Ekran #28L                    | Communications                      | Géosynchrone                                 |                                                                                     |
| 17 mai 1985 22:28          | Proton-K/DM-2 8K82K/11S861 | 330-02   | Site 200/39           | Succès   | Ouragan x 3                   | Satellite de navigation             | Orbite moyenne                               |                                                                                     |
| 30 mai 1985 14:59          | Proton-K/DM-2 8K82K/11S861 | 313-02   | Site 200/40           | Succès   | Cosmos 1656 (Tselina-2)       | ELINT                               | Orbite basse                                 |                                                                                     |
| 8 août 1985 21:01:00       | Proton-K/DM 8K82K/11S86    | 317-02   | Site 200/39           | Succès   | Gran' #26L (Raduga)           | Communications                      | Géosynchrone                                 |                                                                                     |
| 27 septembre 1985 08:41:42 | Proton-K 8K82K             | 331-01   | Site 200/39           | Succès   | Cosmos 1686 (TKS-M #16501)    | Technologie, ravitaillement         | Orbite basse                                 | Ravitaillement de Saliout 7                                                         |
| 25 octobre 1985 15:45:00   | Proton-K/DM-2 8K82K/11S861 | 332-02   | Site 200/40           | Succès   | Cosmos 1700 (Loutch #11L)     | Communications                      | Géosynchrone                                 |                                                                                     |
| 15 novembre 1985 14:29:00  | Proton-K/DM 8K82K/11S86    | 326-01   | Site 200/39           | Succès   | Gran' #28L (Raduga)           | Communications                      | Géosynchrone                                 |                                                                                     |
| 24 décembre 1985 21:43:28  | Proton-K/DM-2 8K82K/11S861 | 334-02   | Site 200/39           | Succès   | Ouragan x 3                   | Satellite de navigation             | Orbite moyenne                               |                                                                                     |
| 17 janvier 1986 10:20:00   | Proton-K/DM 8K82K/11S86    | 331-02   | Site 200/40           | Succès   | Gran' #29L (Raduga)           | Communications                      | Géosynchrone                                 |                                                                                     |
| 19 février 1986 21:28:23   | Proton-K 8K82K             | 337-01   | Site 200/39           | Succès   | Module central de Mir (DOS-7) | module de station spatiale          | Orbite basse                                 | Premier module Mir                                                                  |
| 4 avril 1986 03:45:00      | Proton-K/DM 8K82K/11S86    | 302-01   | Site 200/40           | Succès   | Cosmos 1738 (Geizer #13L)     | Communications                      | Géosynchrone                                 |                                                                                     |
| 24 mai 1986 01:41:59       | Proton-K/DM 8K82K/11S86    | 333-01   | Site 200/39           | Succès   | Ekran #30L                    | Communications                      | Géosynchrone                                 |                                                                                     |
| 10 juin 1986 00:48:59      | Proton-K/DM 8K82K/11S86    | 322-02   | Site 200/40           | Succès   | Gorizont #24L                 | Communications                      | Géosynchrone                                 |                                                                                     |
| 16 septembre 1986 11:38:09 | Proton-K/DM-2 8K82K/11S861 | 336-01   | Site 200/40           | Succès   | Ouragan x 3                   | Satellite de navigation             | Orbite moyenne }                             |                                                                                     |
| 25 octobre 1986 15:43:00   | Proton-K/DM 8K82K/11S86    | 335-02   | Site 200/40           | Succès   | Gran' #30L (Raduga)           | Communications                      | Géosynchrone                                 |                                                                                     |
| 18 novembre 1986 14:08:03  | Proton-K/DM 8K82K/11S86    | 334-01   | Site 200/39           | Succès   | Gorizont #22L                 | Communications                      | Géosynchrone                                 |                                                                                     |
| 29 novembre 1986 08:00     | Proton-K 8K82K             | 338-01   | Site 200/40           | Échec    | Mech-K #303                   | Radar reconnaissance                | Orbite basse                                 | Défaillance du système de contrôle du second étage due aux vibrations               |
| 30 janvier 1987 09:19:00   | Proton-K/DM-2 8K82K/11S861 | 341-01   | Site 200/40           | Échec    | Cosmos 1817 (Ekran-M #11L)    | Communications                      | Géosynchrone (visée) Orbite basse (réalisée) | L'étage supérieur ne s'est pas allumé                                               |
| 19 mars 1987 03:54:00      | Proton-K/DM 8K82K/11S86    | 323-01   | Site 200/40           | Succès   | Gran' #31L (Raduga)           | Communications                      | Géosynchrone                                 |                                                                                     |
| 31 mars 1987 00:16:16      | Proton-K 8K82K             | 336-02   | Site 200/39           | Succès   | Kvant-1                       | module de station spatiale          | Orbite basse                                 | Second module de Mir                                                                |
| 24 avril 1987 12:42:54     | Proton-K/DM-2 8K82K/11S861 | 335-01   | Site 200/40           | Échec    | Ouragan x 3                   | Satellite de navigation             | Orbite moyenne                               | Mauvais fonctionnement de l'étage supérieur                                         |
| 11 mai 1987 14:45:00       | Proton-K/DM 8K82K/11S86    | 338-02   | Site 200/39           | Succès   | Gorizont #23L                 | Communications                      | Géosynchrone                                 |                                                                                     |
| 25 juillet 1987 09:00:00   | Proton-K 8K82K             | 347-01   | Site 200/40           | Succès   | Cosmos 1870 (Mech-K #304)     | Reconnaissance radar                | Orbite basse                                 |                                                                                     |
| 3 septembre 1987 19:26:00  | Proton-K/DM 8K82K/11S86    | 337-02   | Site 200/39           | Succès   | Ekran #29L                    | Communications                      | Géosynchrone                                 |                                                                                     |
| 16 septembre 1987 02:53:31 | Proton-K/DM-2 8K82K/11S861 | 339-02   | Site 200/40           | Succès   | Ouragan x 3                   | Satellite de navigation             | Orbite moyenne                               |                                                                                     |
| 1er octobre 1987 17:09:00  | Proton-K/DM-2 8K82K/11S861 | 328-02   | Site 200/39           | Succès   | Cosmos 1888 (Geizer #15L)     | Communications                      | Géosynchrone                                 |                                                                                     |
| 28 octobre 1987 15:15:00   | Proton-K/DM-2 8K82K/11S861 | 325-01   | Site 200/40           | Succès   | Cosmos 1894 (US-KS)           | Défense anti Missile                | Géosynchrone                                 |                                                                                     |
| 26 novembre 1987 13:28:00  | Proton-K/DM-2 8K82K/11S861 | 330-01   | Site 200/39           | Succès   | Cosmos 1897 (Loutch #12L)     | Communications                      | Géosynchrone                                 |                                                                                     |
| 10 décembre 1987 11:30:00  | Proton-K/DM 8K82K/11S86    | 343-01   | Site 200/40           | Succès   | Gran' #32L (Raduga)           | Communications                      | Géosynchrone                                 |                                                                                     |
| 27 décembre 1987 11:25:00  | Proton-K/DM-2 8K82K/11S861 | 345-01   | Site 200/39           | Succès   | Ekran-M #13L                  | Communications                      | Géosynchrone                                 |                                                                                     |
| 18 janvier 1988 09:58:00   | Proton-K/DM-2 8K82K/11S861 | 341-02   | Site 200/40           | Échec    | Gorizont #25L                 | Communications                      | Géosynchrone (visée)                         | Défaillance du troisième étage due à la désintégration d'une conduite de carburant. |
| 17 février 1988 00:23:22   | Proton-K/DM-2 8K82K/11S861 | 346-02   | Site 200/39           | Échec    | Ouragan x 3                   | Satellite de navigation             | Orbite moyenne                               | Dysfonctionnement bloc D à la suite de l'ingestion de débris                        |
| 31 mars 1988 04:18:00      | Proton-K/DM 8K82K/11S86    | 343-02   | Site 200/40           | Succès   | Gorizont #26L                 | Communications                      | Géosynchrone                                 |                                                                                     |
| 26 avril 1988 03:15:10     | Proton-K/DM-2 8K82K/11S861 | 332-01   | Site 200/39           | Succès   | Cosmos 1940 (Prognoz)         | Défense anti Missile                | Géosynchrone                                 |                                                                                     |
| 6 mai 1988 02:47:00        | Proton-K/DM 8K82K/11S86    | 349-01   | Site 200/39           | Succès   | Ekran #31L                    | Communications                      | Géosynchrone                                 |                                                                                     |
| 21 mai 1988 17:57:00       | Proton-K/DM-2 8K82K/11S861 | 348-01   | Site 200/39           | Succès   | Ouragan x 3                   | Satellite de navigation             | Orbite moyenne                               |                                                                                     |
| 7 juillet 1988 17:38:04    | Proton-K/D-2 8K82K/11S824F | 356-02   | Site 200/39           | Succès   | Phobos 1                      | Orbiteur martien                    | Héliocentrique                               | Premier vol de la Proton-K avec un étage BlocC D-2                                  |
| 12 juillet 1988 17:01:43   | Proton-K/D-2 8K82K/11S824F | 356-01   | Site 200/40           | Succès   | Phobos 2                      | Orbiteur martien                    | Héliocentrique                               |                                                                                     |
| 1er août 1988 21:04:00     | Proton-K/DM-2 8K82K/11S861 | 351-01   | Site 200/39           | Succès   | Cosmos 1961 (Geizer #16L)     | Communications                      | Géosynchrone                                 |                                                                                     |
| 18 août 1988 19:52:00      | Proton-K/DM-2 8K82K/11S861 | 333-02   | Site 200/40           | Succès   | Gorizont #28L                 | Communications                      | Géosynchrone                                 |                                                                                     |
| 16 septembre 1988 02:00:47 | Proton-K/DM-2 8K82K/11S861 | 349-02   | Site 200/39           | Succès   | Ouragan x 3                   | Satellite de navigation             | Orbite moyenne                               |                                                                                     |
| 20 octobre 1988 15:43:00   | Proton-K/DM-2 8K82K/11S861 | 339-01   | Site 200/39           | Succès   | Gran' #34L (Raduga)           | Communications                      | Géosynchrone                                 |                                                                                     |
| 10 décembre 1988 11:53:59  | Proton-K/DM-2 8K82K/11S861 | 329-02   | Site 200/40           | Succès   | Ekran-M #12L                  | Communications                      | Géosynchrone                                 |                                                                                     |
| 10 janvier 1989 02:05:25   | Proton-K/DM-2 8K82K/11S861 | 350-02   | Site 200/39           | Succès   | Ouragan x 2, Etalon           | Satellite de navigation et Géodésie | Orbite moyenne                               |                                                                                     |
| 26 janvier 1989 09:15:59   | Proton-K/DM-2 8K82K/11S861 | 351-02   | Site 200/40           | Succès   | Gorizont #29L                 | Communications                      | Géosynchrone                                 |                                                                                     |
| 14 avril 1989 04:08:00     | Proton-K/DM-2 8K82K/11S861 | 359-02   | Site 200/39           | Succès   | Gran' #33L (Raduga)           | Communications                      | Géosynchrone                                 |                                                                                     |
| 31 mai 1989 08:31:59       | Proton-K/DM-2 8K82K/11S861 | 352-02   | Site 200/40           | Succès   | Ouragan x 2, Etalon           | Satellite de navigation et Géodésie | Orbite moyenne                               |                                                                                     |
| 21 juin 1989 23:35:00      | Proton-K/DM-2 8K82K/11S861 | 355-02   | Site 200/39           | Succès   | Globus #11 (Raduga-1)         | Communications                      | Géosynchrone                                 |                                                                                     |
| 5 juillet 1989 22:44:59    | Proton-K/DM-2 8K82K/11S861 | 340-02   | Site 200/40           | Succès   | Gorizont #27L                 | Communications                      | Géosynchrone                                 |                                                                                     |
| 28 septembre 1989 17:04:59 | Proton-K/DM-2 8K82K/11S861 | 346-01   | Site 200/40           | Succès   | Gorizont #31L                 | Communications                      | Géosynchrone                                 |                                                                                     |
| 26 novembre 1989 13:01:41  | Proton-K 8K82K             | 354-01   | Site 200/39           | Succès   | Kvant-2                       | module de station spatiale          | Orbite basse                                 | Troisième module de la station Mir                                                  |
| 1er décembre 1989 20:20:56 | Proton-K/D-1 8K82K/11S824M | 352-01   | Site 200/40           | Succès   | Granat (1AS #1)               | Astronomie gamma                    | Héliocentrique                               |                                                                                     |
| 15 décembre 1989 11:30:00  | Proton-K/DM-2 8K82K/11S861 | 344-01   | Site 81/23            | Succès   | Gran' #36L (Raduga)           | Communications                      | Géosynchrone                                 |                                                                                     |
| 27 décembre 1989 11:10:00  | Proton-K/DM-2 8K82K/11S861 | 347-02   | Site 200/39           | Succès   | Cosmos 2054 (Loutch #14L)     | Communications                      | Géosynchrone                                 |                                                                                     |

## Liste des vols de 1990 à 1999
| Date                       | Version                        | N° série     | Complexe de lancement | Résultat      | Charge utile                         | Type                       | Orbite                                                           | Commentaire |
| -------------------------- | ------------------------------ | ------------ | --------------------- | ------------- | ------------------------------------ | -------------------------- | ---------------------------------------------------------------- | --- |
| 15 février 1990 07:52:00   | Proton-K/DM-2 8K82K/11S861     | 363-02       | Site 81/23            | Succès        | Gran' #35L (Raduga)                  | Communications             | Géosynchrone                                                     | |
| 19 mai 1990 08:32:33       | Proton-K/DM-2 8K82K/11S861     | 350-01       | Site 200/40           | Succès        | Ouragan x 3                          | Satellite de navigation    | Orbite moyenne                                                   | |
| 31 mai 1990 10:33:20       | Proton-K 8K82K                 | 360-01       | Site 200/39           | Succès        | Kristall                             | module de station spatiale | Orbite basse                                                     | Quatrième module de Mir |
| 20 juin 1990 23:36:00      | Proton-K/DM 8K82K/11S86        | 342-02       | Site 200/40           | Succès        | Gorizont #30L                        | Communications             | Géosynchrone                                                     | Dernier vol de Proton-K avec la version originale du Bloc DM comme étage supérieur |
| 18 juillet 1990 21:46:00   | Proton-K/DM-2 8K82K/11S861     | 340-01       | Site 200/39           | Succès        | Cosmos 2085 (Geizer #17L)            | Communications             | Géosynchrone                                                     | |
| 9 août 1990 20:18:59       | Proton-K/DM-2 8K82K/11S861     | 345-02       | Site 200/39           | Échec         | Ekran-M #14L                         | Communications             | Géosynchrone                                                     | Défaillance du troisième étage. |
| 3 novembre 1990 14:39:59   | Proton-K/DM-2 8K82K/11S861     | 370-01       | Site 81/23            | Succès        | Gorizont #32L                        | Communications             | Géosynchrone                                                     | |
| 23 novembre 1990 13:21:59  | Proton-K/DM-2 8K82K/11S861     | 348-02       | Site 200/39           | Succès        | Gorizont #33L                        | Communications             | Géosynchrone                                                     | |
| 8 décembre 1990 02:43:00   | Proton-K/DM-2 8K82K/11S861     | 366-02       | Site 200/40           | Succès        | Ouragan x 3                          | Satellite de navigation    | Orbite moyenne                                                   | |
| 20 décembre 1990 11:35:00  | Proton-K/DM-2 8K82K/11S861     | 361-01       | Site 81/23            | Succès        | Gran' #37L (Raduga)                  | Communications             | Géosynchrone                                                     | |
| 27 décembre 1990 11:08:00  | Proton-K/DM-2 8K82K/11S861     | 342-01       | Site 200/39           | Succès        | Globus #12 (Raduga-1)                | Communications             | Géosynchrone                                                     | |
| 14 février 1991 08:31:56   | Proton-K/DM-2 8K82K/11S861     | 344-02       | Site 200/39           | Succès        | Cosmos 2133 (US-KMO)                 | Défense anti Missile       | Géosynchrone                                                     | |
| 28 février 1991 05:30:00   | Proton-K/DM-2 8K82K/11S861     | 360-02       | Site 81/23            | Succès        | Gran' #38L (Raduga)                  | Communications             | Géosynchrone                                                     | |
| 31 mars 1991 15:12:00      | Proton-K 8K82K                 | 365-01       | Site 200/40           | Succès        | Almaz 1 (Mech-KU #305)               | Imagerie radar             | Orbite basse                                                     | |
| 4 avril 1991 10:47:12      | Proton-K/DM-2 8K82K/11S861     | 354-02       | Site 200/39           | Succès        | Ouragan x 3                          | Satellite de navigation    | Orbite moyenne                                                   | |
| 1er juillet 1991 21:53:00  | Proton-K/DM-2 8K82K/11S861     | 373-01       | Site 200/39           | Succès        | Gorizont #34L                        | Communications             | Géosynchrone                                                     | |
| 13 septembre 1991 17:51:02 | Proton-K/DM-2 8K82K/11S861     | 353-01       | Site 81/23            | Succès        | Cosmos 2155 (US-KS)                  | Défense anti Missile       | Géosynchrone                                                     | |
| 23 octobre 1991 15:24:59   | Proton-K/DM-2 8K82K/11S861     | 362-02       | Site 200/39           | Succès        | Gorizont #35L                        | Communications             | Géosynchrone                                                     | |
| 22 novembre 1991 13:27:00  | Proton-K/DM-2 8K82K/11S861     | 353-02       | Site 81/23            | Succès        | Cosmos 2172 (Geizer #18L)            | Communications             | Géosynchrone                                                     | |
| 19 décembre 1991 11:41:00  | Proton-K/DM-2 8K82K/11S861     | 355-01       | Site 81/23            | Succès        | Gran' #39L (Raduga)                  | Communications             | Géosynchrone                                                     | |
| 29 janvier 1992 22:19:12   | Proton-K/DM-2 8K82K/11S861     | 372-02       | Site 81/23            | Succès        | Ouragan x 3                          | Satellite de navigation    | Orbite moyenne                                                   | |
| 2 avril 1992 01:50:00      | Proton-K/DM-2 8K82K/11S861     | 369-01       | Site 81/23            | Succès        | Gorizont #36L                        | Communications             | Géosynchrone                                                     | |
| 14 juillet 1992 22:02:00   | Proton-K/DM-2 8K82K/11S861     | 371-02       | Site 81/23            | Succès        | Gorizont #37L                        | Communications             | Géosynchrone                                                     | |
| 30 juillet 1992 01:59:01   | Proton-K/DM-2 8K82K/11S861     | 376-01       | Site 81/23            | Succès        | Ouragan x 3                          | Satellite de navigation    | Orbite moyenne                                                   | |
| 10 septembre 1992 18:01:18 | Proton-K/DM-2 8K82K/11S861     | 363-01       | Site 81/23            | Succès        | Cosmos 2209 (US-KS)                  | Défense anti Missile       | Géosynchrone                                                     | |
| 30 octobre 1992 14:59:00   | Proton-K/DM-2 8K82K/11S861     | 372-01       | Site 81/23            | Succès        | Ekran-M #15L                         | Communications             | Géosynchrone                                                     | |
| 27 novembre 1992 13:09:59  | Proton-K/DM-2 8K82K/11S861     | 364-01       | Site 81/23            | Succès        | Gorizont #38L                        | Communications             | Géosynchrone                                                     | |
| 17 décembre 1992 12:45:00  | Proton-K/DM-2 8K82K/11S861     | 357-02       | Site 200/39           | Succès        | Cosmos 2224 (US-KMO)                 | Défense anti Missile       | Géosynchrone                                                     | |
| 17 février 1993 20:09:47   | Proton-K/DM-2 8K82K/11S861     | 362-01       | Site 81/23            | Succès        | Ouragan x 3                          | Satellite de navigation    | Orbite moyenne                                                   | |
| 25 mars 1993 02:28:00      | Proton-K/DM-2 8K82K/11S861     | 358-01       | Site 81/23            | Succès        | Gran' #42L (Raduga)                  | Communications             | Géosynchrone                                                     | |
| 27 mai 1993 01:22:00       | Proton-K/DM-2 8K82K/11S861     | 364-02       | Site 81/23            | Échec         | Gorizont #39L (InformCosmos)         | Communications (visée)     | Géosynchrone                                                     | Sous performance du second étage à cause d'une pollution des ergols |
| 30 septembre 1993 17:05:59 | Proton-K/DM-2 8K82K/11S861     | 359-01       | Site 81/23            | Succès        | Gran' #41L (Raduga)                  | Communications             | Géosynchrone                                                     | |
| 28 octobre 1993 15:17:00   | Proton-K/DM-2 8K82K/11S861     | 368-01       | Site 81/23            | Succès        | Gorizont #40L (InformCosmos)         | Communications             | Géosynchrone                                                     | |
| 18 novembre 1993 13:54:58  | Proton-K/DM-2 8K82K/11S861     | 367-01       | Site 81/23            | Succès        | Rimsat 1 (Rimsat)                    | Communications             | Géosynchrone                                                     | |
| 20 janvier 1994 09:49:00   | Proton-K/DM-2M 8K82K/11S861-01 | 358-02       | Site 81/23            | Succès        | Gals 1                               | Communications             | Géosynchrone                                                     | Premier vol de la Proton-K avec un étage Bloc DM-2M |
| 5 février 1994 08:46:00    | Proton-K/DM-2 8K82K/11S861     | 375-02       | Site 81/23            | Succès        | Globus #13 (Raduga-1)                | Communications             | Géosynchrone                                                     | |
| 18 février 1994 07:56:00   | Proton-K/DM-2 8K82K/11S861     | 376-02       | Site 81/23            | Succès        | Gran' #40L (Raduga)                  | Communications             | Géosynchrone                                                     | |
| 11 avril 1994 07:49:22     | Proton-K/DM-2 8K82K/11S861     | 377-01       | Site 81/23            | Succès        | Ouragan x 3                          | Satellite de navigation    | Orbite moyenne                                                   | |
| 20 mai 1994 02:01:00       | Proton-K/DM-2 8K82K/11S861     | 357-01       | Site 81/23            | Succès        | Rimsat 2 (Rimsat)                    | Communications             | Géosynchrone                                                     | |
| 6 juillet 1994 23:58:51    | Proton-K/DM-2 8K82K/11S861     | 365-02       | Site 81/23            | Succès        | Cosmos 2282 (US-KMO) (VKS)           | Défense anti Missile       | Géosynchrone                                                     | |
| 11 août 1994 15:27:46      | Proton-K/DM-2 8K82K/11S861     | 367-02       | Site 81/23            | Succès        | Ouragan x 3                          | Satellite de navigation    | Orbite moyenne                                                   | |
| 21 septembre 1994 17:53:00 | Proton-K/DM-2 8K82K/11S861     | 381-02       | Site 200/39           | Succès        | Cosmos 2291 (Geizer #19L) (VKS)      | Communications             | Géosynchrone                                                     | |
| 13 octobre 1994 16:19:00   | Proton-K/DM-2M 8K82K/11S861-01 | 377-02       | Site 200/39           | Succès        | Ekspress #11L (InformCosmos)         | Communications             | Géosynchrone                                                     | |
| 31 octobre 1994 14:30:56   | Proton-K/DM-2 8K82K/11S861     | 361-02       | Site 81/23            | Succès        | Elektro #1L                          | Weather                    | Géosynchrone                                                     | |
| 20 novembre 1994 00:39:37  | Proton-K/DM-2 8K82K/11S861     | 371-01       | Site 200/39           | Succès        | Ouragan x 3                          | Satellite de navigation    | Orbite moyenne                                                   | |
| 16 décembre 1994 12:00:00  | Proton-K/DM-2 8K82K/11S861     | 373-02       | Site 81/23            | Succès        | Altair #13L (Loutch) (RosaviaCosmos) | Communications             | Géosynchrone                                                     | |
| 28 décembre 1994 11:31:00  | Proton-K/DM-2 8K82K/11S861     | 366-01       | Site 81/23            | Succès        | Gran' #43L (Raduga)                  | Communications             | Géosynchrone                                                     | |
| 7 mars 1995 09:23:44       | Proton-K/DM-2 8K82K/11S861     | 370-02       | Site 200/39           | Succès        | Ouragan x 3                          | Satellite de navigation    | Orbite moyenne                                                   | |
| 20 mai 1995 03:33:22       | Proton-K 8K82K                 | 378-02       | Site 81/23            | Succès        | Spektr (RosaviaCosmos/NASA)          | module de station spatiale | Orbite basse                                                     | Cinquième module de Mir |
| 24 juillet 1995 15:52:10   | Proton-K/DM-2 8K82K/11S861     | 374-01       | Site 200/39           | Succès        | Ouragan x 3                          | Satellite de navigation    | Orbite moyenne                                                   | |
| 30 août 1995 19:33:00      | Proton-K/DM-2 8K82K/11S861     | 369-02       | Site 200/39           | Succès        | Cosmos 2319 (Geizer #20L) <(VKS)     | Communications             | Géosynchrone                                                     | |
| 11 octobre 1995 16:26:00   | Proton-K/DM-2 8K82K/11S861     | 386-01       | Site 81/23            | Succès        | Loutch 1 (Gelios) (RosaviaCosmos)    | Communications             | Géosynchrone                                                     | |
| 17 novembre 1995 14:25:00  | Proton-K/DM-2 8K82K/11S861     | 384-01       | Site 200/39           | Succès        | Gals 2                               | Communications             | Géosynchrone                                                     | |
| 14 décembre 1995 06:10:31  | Proton-K/DM-2 8K82K/11S861     | 378-01       | Site 200/39           | Succès        | Ouragan x 3                          | Satellite de navigation    | Orbite moyenne                                                   | |
| 25 janvier 1996 09:56:00   | Proton-K/DM-2 8K82K/11S861     | 374-02       | Site 200/39           | Succès        | Gorizont #43L (InformCosmos)         | Communications             | Géosynchrone                                                     | |
| 19 février 1996 08:19:00   | Proton-K/DM-2 8K82K/11S861     | 383-02       | Site 200/39           | Échec         | Gran' #44L (Raduga)                  | Communications             | Géosynchrone (visée) orbite de transfert géosynchrone (réalisée) | Échec du redémarrage de l'étage supérieur |
| 8 avril 1996 23:09:01      | Proton-K/DM3 8K82K/11S861-01   | 390-01       | Site 81/23            | Succès        | Astra 1F (SES)                       | Communications             | Orbite de transfert géostationnaire                              | Premier vol commercial d'International Launch Services, premier vol de la Proton-K avec Bloc DM3 |
| 23 avril 1996 11:48:50     | Proton-K 8K82K                 | 385-01       | Site 81/23            | Succès        | Priroda (RosaviaCosmos)              | module de station spatiale | Orbite basse                                                     | Septième module de Mir |
| 25 mai 1996 02:04:59       | Proton-K/DM-2 8K82K/11S861     | 379-01       | Site 200/39           | Succès        | Gorizont #44L (InformCosmos)         | Communications             | Géosynchrone                                                     | |
| 6 septembre 1996 17:37:38  | Proton-K/DM1 8K82K/11S861      | 375-01       | Site 81/23            | Succès        | Inmarsat-3 F2 (Inmarsat)             | Communications             | Géosynchrone                                                     | Vol commercial organisé par ILS, seul vol de Proton-K avec un étage supérieur Bloc DM1 |
| 26 septembre 1996 17:50:53 | Proton-K/DM-2M 8K82K/11S861-01 | 379-02       | Site 200/39           | Succès        | Ekspress #12L (InformCosmos)         | Communications             | Géosynchrone                                                     | |
| 16 novembre 1996 20:48:52  | Proton-K/D-2 8K82K/11S824F     | 392-02       | Site 200/39           | Échec         | Mars 96 (Fobos-M1 #520)              | Sonde martienne            | Orbite héliocentrique (visée) Orbite basse (réalisée)            | Dernier vol de la Proton-K avec un étage Bloc D-2 . Défaillance de l'étage supérieur |
| 24 mai 1997 17:00:00       | Proton-K/DM4 8K82K/11S861-01   | 380-02       | Site 81/23            | Succès        | Telstar 5 (Loral Skynet)             | Communications             | Orbite de transfert géostationnaire                              | Vol commercial organisé par ILS, seul vol de Proton-K avec un étage supérieur Bloc DM4. |
| 6 juin 1997 16:56:54       | Proton-K/DM-5 8K82K/17S40      | 380-01       | Site 200/39           | Succès        | Cosmos 2344 (Araks #1) (VKS)         | Optical reconnaissance     | Orbite moyenne                                                   | Premier vol de la Proton-K avec un étage Bloc DM-5 |
| 18 juin 1997 14:02:45      | Proton-K/DM2 8K82K/17S40       | 390-02       | Site 81/23            | Succès        | Iridium x 7                          | Communications             | Orbite basse                                                     | Lancement commercial géré par Khrunichev |
| 14 août 1997 20:49:14      | Proton-K/DM-2 8K82K/11S861     | 381-01       | Site 200/39           | Succès        | Cosmos 2345 (US-KS) (RVSN)           | Défense anti Missile       | Géosynchrone                                                     | |
| 28 août 1997 00:33:30      | Proton-K/DM3 8K82K/11S861-01   | 387-02       | Site 81/23            | Succès        | PAS-5 (PanAmSat)                     | Communications             | Orbite de transfert géostationnaire                              | Vol commercial organisé par ILS |
| 14 septembre 1997 01:36:54 | Proton-K/DM2 8K82K/17S40       | 391-01       | Site 81/23            | Succès        | Iridium x 7                          | Communications             | Orbite basse                                                     | Lancement commercial géré par Khrunichev |
| 12 novembre 1997 17:00:00  | Proton-K/DM-2M 8K82K/11S861-01 | 382-01       | Site 200/39           | Succès        | Koupon (CBRF)                        | Communications             | Géosynchrone                                                     | |
| 2 décembre 1997 23:10:37   | Proton-K/DM3 8K82K/11S861-01   | 382-02       | Site 81/23            | Succès        | Astra 1G (SES)                       | Communications             | Orbite de transfert géostationnaire                              | Vol commercial organisé par ILS |
| 24 décembre 1997 23:19     | Proton-K/DM3 8K82K/11S861-01   | 394-01       | Site 81/23            | Échec partiel | AsiaSat 3 (AsiaSat)                  | Communications             | Orbite de transfert géostationnaire                              | Vol commercial organisé par ILS, l'étage supérieur a échoué une seconde après un deuxième allumage, ce qui a donné un périgée plus bas que prévu. L'engin spatial a corrigé son orbite, entraînant un coût important pour sa vie opérationnelle. |
| 7 avril 1998 02:13:03      | Proton-K/DM2 8K82K/17S40       | 391-02       | Site 81/23            | Succès        | Iridium x 7                          | Communications             | Orbite basse                                                     | Lancement commercial géré par Khrunichev |
| 29 avril 1998 04:36:54     | Proton-K/DM-2 8K82K/11S861     | 384-02       | Site 200/39           | Succès        | Cosmos 2350 (US-KMO) (RVSN)          | Défense anti Missile       | Géosynchrone                                                     | |
| 7 mai 1998 23:45:00        | Proton-K/DM3 8K82K/11S861-01   | 393-02       | Site 81/23            | Succès        | EchoStar IV (Echostar)               | Communications             | Orbite de transfert géostationnaire                              | Vol commercial organisé par ILS |
| 30 août 1998 00:31:00      | Proton-K/DM3 8K82K/11S861-01   | 383-01       | Site 81/23            | Succès        | Astra 2A (SES)                       | Communications             | Orbite de transfert géostationnaire                              | Vol commercial organisé par ILS |
| 4 novembre 1998 05:12:00   | Proton-K/DM3 8K82K/11S861-01   | 395-02       | Site 81/23            | Succès        | PAS-8 (PanAmSat)                     | Communications             | Orbite de transfert géostationnaire                              | Vol commercial organisé par ILS |
| 20 novembre 1998 06:40:00  | Proton-K 8K82K                 | 395-01       | Site 81/23            | Succès        | Zarya (NASA)                         | module de station spatiale | Orbite basse                                                     | Premier module de la Station spatiale internationale |
| 30 décembre 1998 18:35:46  | Proton-K/DM-2 8K82K/11S861     | 385-02       | Site 200/39           | Succès        | Ouragan x 3                          | Satellite de navigation    | Orbite moyenne                                                   | |
| 15 février 1999 05:12:00   | Proton-K/DM3 8K82K/11S861-01   | 396-01       | Site 81/23            | Succès        | Telstar 6 (Loral Skynet)             | Communications             | Orbite de transfert géostationnaire                              | Vol commercial organisé par ILS |
| 28 février 1999 04:00:00   | Proton-K/DM-2 8K82K/11S861     | 387-01       | Site 81/23            | Succès        | Globus #15 (Raduga-1)                | Communications             | Géosynchrone                                                     | |
| 21 mars 1999 00:09:30      | Proton-K/DM3 8K82K/11S861-01   | 388-01       | Site 81/23            | Succès        | AsiaSat 3S (AsiaSat)                 | Communications             | Orbite de transfert géostationnaire                              | Vol commercial organisé par ILS |
| 20 mai 1999 22:30:00       | Proton-K/DM3 8K82K/11S861-01   | 396-02       | Site 81/23            | Succès        | Nimiq 1 (Telesat Canada)             | Communications             | Orbite de transfert géostationnaire                              | Vol commercial organisé par ILS |
| 18 juin 1999 01:49:30      | Proton-K/DM3 8K82K/11S861-01   | 397-02       | Site 81/23            | Succès        | Astra 1H (SES)                       | Communications             | Orbite de transfert géostationnaire                              | Vol commercial organisé par ILS |
| 5 juillet 1999 13:32:00    | Proton-K/Briz-M 8K82K/11S43    | 389-01/88501 | Site 81/24            | Échec         | Gran' #45 (Raduga)                   | Communications             | Géosynchrone                                                     | Premier vol du Proton-K avec un étage Briz-M , explosion du second étage |
| 6 septembre 1999 16:36:00  | Proton-K/DM-2M 8K82K/11S861-01 | 388-02       | Site 81/23            | Succès        | Yamal-101 et Yamal-102               | Communications             | Géosynchrone                                                     | |
| 26 septembre 1999 22:30:00 | Proton-K/DM3 8K82K/11S861-01   | 398-02       | Site 81/23            | Succès        | LMI-1 (LMI)                          | Communications             | Orbite de transfert géostationnaire                              | Vol commercial organisé par ILS |
| 27 octobre 1999 16:16:00   | Proton-K/DM-2 8K82K/11S861     | 386-02       | Site 200/39           | Échec         | Ekspress-A1 (InformCosmos)           | Communications             | Géosynchrone (visée)                                             | Mauvais fonctionnement du second étage |

## Liste des vols de 2000 à 2009
| Date                       | Version                              | N° série | Complexe de lancement | Résultat | Charge utile                  | Type                               | Orbite                                      | Commentaire |
| -------------------------- | ------------------------------------ | -------- | --------------------- | -------- | ----------------------------- | ---------------------------------- | ------------------------------------------- | --- |
| 12 février 2000 09:10:54   | Proton-K/Block-DM-2M 8K82K/11S861-01 | 399-02   | Site 81/23            | Succès   | Garuda 1                      | Communications                     | Orbite de transfert géosynchrone            | Vol commercial organisé par ILS |
| 12 mars 2000 04:07:00      | Proton-K/Block-DM-2M 8K82K/11S861-01 | 399-01   | Site 200/39           | Succès   | Ekspress-A2                   | Communications                     | Géosynchrone                                | |
| 17 avril 2000 21:06:00     | Proton-K/Block-DM-2M 8K82K/11S861-01 | 397-01   | Site 200/39           | Succès   | SESAT 1                       | Communications                     | Orbite de transfert géostationnaire         | |
| 6 juin 2000 02:59:00       | Proton-K/Briz-M 8K82K/11S43          | 392-01   | Site 81/24            | Succès   | Gorisont #45L                 | Communications                     | Géosynchrone                                | Premier vol réussi de la Briz-M |
| 24 juin 2000 00:28:00      | Proton-K/Block-DM-2M 8K82K/11S861-01 | 394-02   | Site 200/39           | Succès   | Ekspress-A3                   | Communications                     | Géosynchrone                                | |
| 30 juin 2000 22:08:47      | Proton-K/Block-DM-2M 8K82K/11S861-01 | 400-01   | Site 81/24            | Succès   | Sirius FM-1                   | Communications                     | Orbite de transfert géostationnaire         | Vol commercial organisé par ILS |
| 4 juillet 2000 23:44:00    | Proton-K/Block-DM-2 8K82K/11S861     | 389-02   | Site 200/39           | Succès   | Cosmos 2371 (Geizer #22L)     | Communications                     | Géosynchrone                                | |
| 12 juillet 2000 04:56:36   | Proton-K 8K82K                       | 398-01   | Site 81/23            | Succès   | Zvezda                        | module de station spatiale         | Orbite basse                                | |
| 28 août 2000 20:08         | Proton-K/Block-DM-2 8K82K/11S861     | 401-02   | Site 81/24            | Succès   | Raduga-1 #5 (Globus #15L)     | Communications                     | Géosynchrone                                | |
| 5 septembre 2000 09:43:58  | Proton-K/Block-DM-2M 8K82K/11S861-01 | 400-02   | Site 81/23            | Succès   | Sirius FM-2                   | Communications                     | Orbite de transfert géostationnaire         | Vol commercial organisé par ILS |
| 1er octobre 2000 22:00:00  | Proton-K/Block-DM-2M 8K82K/11S861-01 | 401-01   | Site 81/23            | Succès   | GE-1A                         | Communications                     | Orbite de transfert géostationnaire         | Vol commercial organisé par ILS |
| 13 octobre 2000 14:12:45   | Proton-K/Block-DM-2 8K82K/11S861     | 393-01   | Site 81/24            | Succès   | Ouragan x 3                   | Satellite de navigation            | Orbite moyenne                              | |
| 21 octobre 2000 22:00:00   | Proton-K/Block-DM-2M 8K82K/11S861-01 | 402-01   | Site 81/23            | Succès   | GE-6                          | Communications                     | Orbite de transfert géostationnaire         | Vol commercial organisé par ILS |
| 30 novembre 2000 19:59:47  | Proton-K/Block-DM-2M 8K82K/11S861-01 | 402-02   | Site 81/23            | Succès   | Sirius FM-3                   | Communications                     | Orbite de transfert géostationnaire         | Vol commercial organisé par ILS |
| 7 avril 2001 03:47:00      | Proton-M/Briz-M 8K82KM/11S43         | 535-01   | Site 81/24            | Succès   | Ekran-M #18L                  | Communications                     | Géosynchrone                                | Vol inaugural de Proton-M |
| 15 mai 2001 01:11:30       | Proton-K/Block-DM-2M 8K82K/11S861-01 | 403-01   | Site 81/23            | Succès   | PanAmSat-10                   | Communications                     | Orbite de transfert géostationnaire         | Vol commercial organisé par ILS |
| 16 juin 2001 01:49:00      | Proton-K/Block-DM-2M 8K82K/11S861-01 | 403-02   | Site 81/23            | Succès   | Astra-2C                      | Communications                     | Orbite de transfert géostationnaire         | Vol commercial organisé par ILS |
| 24 août 2001 20:35         | Proton-K/Block-DM-2 8K82K/11S861     | 404-01   | Site 81/24            | Succès   | Cosmos 2379 (US-KMO)          | Satellite d'alerte précoce         | Géosynchrone                                | |
| 6 octobre 2001 16:45:00    | Proton-K/Block-DM-2 8K82K/11S861     | 405-01   | Site 81/24            | Succès   | Raduga-1 #6 (Globus #16L)     | Communications                     | Géosynchrone                                | |
| 1er décembre 2001 18:04:44 | Proton-K/Block-DM-2 8K82K/11S861     | 405-02   | Site 81/24            | Succès   | Ouragan x 3                   | Satellite de navigation            | Orbite moyenne                              | |
| 30 mars 2002 17:25:00      | Proton-K/Block-DM-2M 8K82K/11S861-01 | 406-01   | Site 81/23            | Succès   | Intelsat 903                  | Communications                     | Orbite de transfert géostationnaire         | Vol commercial organisé par ILS |
| 7 mai 2002 17:00:00        | Proton-K/Block-DM-2M 8K82K/11S861-01 | 404-02   | Site 81/24            | Succès   | DirecTV-5                     | Communications                     | Orbite de transfert géostationnaire         | Vol commercial organisé par ILS |
| 10 juin 2002 01:14:00      | Proton-K/Block-DM-2M 8K82K/11S861-01 | 407-01   | Site 200/39           | Succès   | Ekspress-A1R                  | Communications                     | Géosynchrone                                | |
| 25 juillet 2002 15:13:21   | Proton-K/Block-DM-5 8K82K/17S40      | 408-01   | Site 81/24            | Succès   | Cosmos 2392 (Araks #2)        | Reconnaissance                     | Orbite moyenne                              | |
| 22 août 2002 05:15:00      | Proton-K/Block-DM-2M 8K82K/11S861-01 | 406-02   | Site 81/23            | Succès   | Echostar VIII                 | Communications                     | Orbite de transfert géostationnaire         | Vol commercial organisé par ILS |
| 17 octobre 2002 04:41:00   | Proton-K/Block-DM-5 8K82K/17S40      | 409-01   | Site 200/39           | Succès   | INTEGRAL                      | Gamma-ray astronomical observatory | Orbite terrestre haute                      | |
| 25 novembre 2002 23:04:23  | Proton-K/Block-DM-2M 8K82K/11S861-01 | 408-02   | Site 81/23            | Échec    | Astra 1K                      | Communications                     | Orbite de transfert géostationnaire (visée) | Vol commercial organisé par ILS. Extinction prématurée de l'étage Bloc -DM                                                                |
| 25 décembre 2002 07:37:58  | Proton-K/Block-DM-2M 8K82K/11S861-01 | 409-02   | Site 81/23            | Succès   | Ouragan x 3                   | Satellite de navigation            | Orbite moyenne                              | |
| 29 décembre 2002 23:16:40  | Proton-M/Briz-M 8K82KM/11S43         | 535-02   | Site 81/24            | Succès   | Nimiq-2                       | Communications                     | Orbite de transfert géostationnaire         | Vol commercial organisé par ILS |
| 24 avril 2003 04:23:17     | Proton-K/Block-DM-2 8K82K/11S861     | 410-02   | Site 81/24            | Succès   | Cosmos 2397 (US-KMO)          | Satellite d'alerte précoce         | Géosynchrone                                | |
| 6 juin 2003 22:15:15       | Proton-K/Briz-M 8K82K/11S43          | 410-01   | Site 200/39           | Succès   | AMC-9                         | Communications                     | Orbite de transfert géostationnaire         | Vol commercial organisé par ILS |
| 24 novembre 2003 06:22:00  | Proton-K/Block-DM-2M 8K82K/11S861-01 | 407-02   | Site 81/23            | Succès   | Yamal 201 et Yamal 202        | Communications                     | Géosynchrone                                | |
| 10 décembre 2003 17:42:12  | Proton-K/Briz-M 8K82K/11S43          | 410-03   | Site 81/24            | Succès   | Ouragan x 3                   | Satellite de navigation            | Orbite moyenne                              | |
| 28 décembre 2003 23:00:00  | Proton-K/Block-DM-2M 8K82K/11S861-01 | 410-04   | Site 200/39           | Succès   | Ekspress-AM22                 | Communications                     | Géosynchrone                                | |
| 15 mars 2004 23:06:00      | Proton-M/Briz-M 8K82KM/11S43         | 535-03   | Site 81/24            | Succès   | Eutelsat W3A                  | Communications                     | Orbite de transfert géostationnaire         | Vol commercial organisé par ILS |
| 27 mars 2004 03:30         | Proton-K/Block-DM-2 8K82K/11S861     | 410-05   | Site 81/23            | Succès   | Raduga-1 #7 (Globus #17L)     | Communications                     | Géosynchrone                                | |
| 26 avril 2004 20:37:00     | Proton-K/Block-DM-2M 8K82K/11S861-01 | 410-06   | Site 200/39           | Succès   | Ekspress-AM11                 | Communications                     | Géosynchrone                                | |
| 16 juin 2004 22:27:00      | Proton-M/Briz-M 8K82KM/11S43         | 535-06   | Site 200/39           | Succès   | Intelsat-10-02                | Communications                     | Orbite de transfert géostationnaire         | Vol commercial organisé par ILS |
| 4 août 2004 22:32:00       | Proton-M/Briz-M 8K82KM/11S43         | 535-07   | Site 200/39           | Succès   | Amazonas 1                    | Communications                     | Orbite de transfert géostationnaire         | Vol commercial organisé par ILS |
| 14 octobre 2004 21:23:00   | Proton-M/Briz-M 8K82KM/11S43         | 535-08   | Site 200/39           | Succès   | AMC-15                        | Communications                     | Orbite de transfert géostationnaire         | Vol commercial organisé par ILS |
| 29 octobre 2004 22:11:00   | Proton-K/Block-DM-2M 8K82K/11S861-01 | 410-08   | Site 200/39           | Succès   | Ekspress-AM1                  | Communications                     | Géosynchrone                                | |
| 26 décembre 2004 13:53:31  | Proton-K/Block-DM-2M 8K82K/11S861-01 | 410-09   | Site 200/39           | Succès   | Ouragan x 3                   | Satellite de navigation            | Orbite moyenne                              | |
| 3 février 2005 02:27:32    | Proton-M/Briz-M 8K82KM/11S43         | 535-09   | Site 81/24            | Succès   | AMC-12                        | Communications                     | Orbite de transfert géostationnaire         | Vol commercial organisé par ILS |
| 29 mars 2005 21:31:00      | Proton-K/Block-DM-2M 8K82K/11S861-01 | 410-10   | Site 200/39           | Succès   | Ekspress-AM2                  | Communications                     | Géosynchrone                                | |
| 22 mai 2005 17:59:08       | Proton-M/Briz-M 8K82KM/11S43         | 535-10   | Site 200/39           | Succès   | DirecTV-8                     | Communications                     | Orbite de transfert géostationnaire         | Vol commercial organisé par ILS |
| 24 juin 2005 19:41:00      | Proton-K/Block-DM-2 8K82K/11S861     | 410-07   | Site 200/39           | Succès   | Ekspress-AM3                  | Communications                     | Géosynchrone                                | |
| 8 septembre 2005 21:53:40  | Proton-M/Briz-M 8K82KM/11S43         | 535-12   | Site 200/39           | Succès   | Anik-F1R                      | Communications                     | Orbite de transfert géostationnaire         | Vol commercial organisé par ILS |
| 25 décembre 2005 05:07:10  | Proton-K/Block-DM-2 8K82K/11S861     | 410-11   | Site 81/24            | Succès   | Ouragan x 3                   | Satellite de navigation            | Orbite moyenne                              | |
| 29 décembre 2005 02:28:40  | Proton-M/Briz-M 8K82KM/11S43         | 535-13   | Site 200/39           | Succès   | AMC-23                        | Communications                     | Orbite de transfert géostationnaire         | Vol commercial organisé par ILS |
| 28 février 2006 20:10:00   | Proton-M/Briz-M 8K82KM/11S43         | 535-11   | Site 200/39           | Échec    | Arabsat-4A (Badr-1)           | Communications                     | Orbite de transfert géostationnaire (visée) | Vol commercial organisé par ILS. Extinction prématurée de l'étage Briz-M.                                                                 |
| 17 juin 2006 22:44:05      | Proton-K/Block-DM-2M 8K82K/11S861-01 | 410-12   | Site 200/39           | Succès   | KazSat-1                      | Communications                     | Géosynchrone                                | |
| 4 août 2006 21:48:00       | Proton-M/Briz-M 8K82KM/11S43         | 535-14   | Site 200/39           | Succès   | Hot Bird 8                    | Communications                     | Orbite de transfert géostationnaire         | Vol commercial organisé par ILS |
| 8 novembre 2006 20:01:00   | Proton-M/Briz-M 8K82KM/11S43         | 535-15   | Site 200/39           | Succès   | Arabsat-4B (Badr-4)           | Communications                     | Orbite de transfert géostationnaire         | Vol commercial organisé par ILS |
| 11 décembre 2006 23:28:43  | Proton-M/Briz-M 8K82KM/11S43         | 535-21   | Site 200/39           | Succès   | MEASAT-3                      | Communications                     | Orbite de transfert géostationnaire         | Vol commercial organisé par ILS |
| 25 décembre 2006 20:18:12  | Proton-K/Block-DM-2 8K82K/11S861     | 410-15   | Site 81/24            | Succès   | Ouragan x 3                   | Satellite de navigation            | Orbite moyenne                              | |
| 9 avril 2007 22:54:00      | Proton-M/Briz-M 8K82KM/11S43         | 535-16   | Site 200/39           | Succès   | Anik-F3                       | Communications                     | Orbite de transfert géostationnaire         | Vol commercial organisé par ILS |
| 7 juillet 2007 01:16:00    | Proton-M/Briz-M 8K82KM/11S43         | 535-20   | Site 200/39           | Succès   | DirecTV-10                    | Communications                     | Orbite de transfert géostationnaire         | Vol commercial organisé par ILS. Premier vol de la version avancée Proton-M.                                                              |
| 5 septembre 2007 22:43:10  | Proton-M/Briz-M 8K82KM/11S43         | 535-22   | Site 200/39           | Échec    | JCSAT-11                      | Communications                     | Orbite de transfert géostationnaire (visée) | Vol commercial organisé par ILS. Le premier et le seconde étage ne sépare pas à la suite du non fonctionnement d'un cordon pyrotechnique. |
| 26 octobre 2007 07:35:24   | Proton-K/Block-DM-2 8K82K/11S861     | 410-17   | Site 81/24            | Succès   | Ouragan x 3                   | Satellite de navigation            | Orbite moyenne                              | |
| 17 novembre 2007 22:39:47  | Proton-M/Briz-M 8K82KM/11S43         | 535-23   | Site 200/39           | Succès   | Sirius 4                      | Communications                     | Orbite de transfert géostationnaire         | Vol commercial organisé par ILS |
| 9 décembre 2007 00:16      | Proton-M/Briz-M 8K82KM/11S43         | 535-26   | Site 81/24            | Succès   | Raduga-1M #1                  | Communications                     | Géosynchrone                                | |
| 25 décembre 2007 19:32:34  | Proton-M/Block-DM-2 8K82KM/11S861    | 535-28   | Site 81/24            | Succès   | Ouragan x 3                   | Satellite de navigation            | Orbite moyenne                              | |
| 28 janvier 2008 00:18:00   | Proton-M/Briz-M 8K82KM/11S43         | 535-27   | Site 200/39           | Succès   | Ekspress-AM33                 | Communications                     | Géosynchrone                                | |
| 11 février 2008 11:34:00   | Proton-M/Briz-M 8K82KM/11S43         | 535-24   | Site 200/39           | Succès   | Thor 5                        | Communications                     | Géosynchrone                                | Vol commercial organisé par ILS |
| 14 mars 2008 23:18:55      | Proton-M/Briz-M 8K82KM/11S43         | 535-25   | Site 200/39           | Échec    | AMC-14                        | Communications                     | Orbite de transfert géostationnaire (visée) | Vol commercial organisé par ILS. Extinction prématurée de l'étage Briz-M à la suite d'une rupture de conduit.                             |
| 26 juin 2008 23:59:43      | Proton-K/Block-DM-2 8K82K/11S861     | 410-14   | Site 81/24            | Succès   | Cosmos 2440 (US-KMO)          | Satellite d'alerte précoce         | Géosynchrone                                | |
| 19 août 2008 22:43:00      | Proton-M/Briz-M 8K82KM/11S43         | 935-02   | Site 200/39           | Succès   | Inmarsat 4-F3                 | Communications                     | Orbite de transfert géostationnaire         | Vol commercial organisé par ILS |
| 19 septembre 2008 21:48:00 | Proton-M/Briz-M 8K82KM/11S43         | 535-29   | Site 200/39           | Succès   | Nimiq-4                       | Communications                     | Orbite de transfert géostationnaire         | Vol commercial organisé par ILS |
| 25 septembre 2008 08:49:37 | Proton-M/Block-DM-2 8K82KM/11S861    | 535-31   | Site 81/24            | Succès   | Ouragan x 3                   | Satellite de navigation            | Orbite moyenne                              | |
| 15 novembre 2008 20:44:20  | Proton-M/Briz-M 8K82KM/11S43         | 535-33   | Site 200/39           | Succès   | Astra 1M                      | Communications                     | Orbite de transfert géostationnaire         | Vol commercial organisé par ILS |
| 10 décembre 2008 13:43:00  | Proton-M/Briz-M 8K82KM/11S43         | 935-03   | Site 200/39           | Succès   | Ciel-2                        | Communications                     | Orbite de transfert géostationnaire         | Vol commercial organisé par ILS |
| 25 décembre 2008 10:43:42  | Proton-M/Block-DM-2 8K82KM/11S861    | 535-34   | Site 81/24            | Succès   | Ouragan x 3                   | Satellite de navigation            | Orbite moyenne                              | |
| 10 février 2009 00:03:00   | Proton-M/Briz-M 8K82KM/11S43         | 935-01   | Site 200/39           | Succès   | Ekspress-AM44 et Ekspress-MD1 | Communications                     | Géosynchrone                                | |
| 28 février 2009 04:10:00   | Proton-K/Block-DM-2 8K82K/11S861     | 410-16   | Site 81/24            | Succès   | Raduga-1 #8 (Globus #18L)     | Communications                     | Géosynchrone                                | |
| 3 avril 2009 16:24:00      | Proton-M/Briz-M 8K82KM/11S43         | 935-04   | Site 200/39           | Succès   | Eutelsat W2A                  | Communications                     | Orbite de transfert géostationnaire         | Vol commercial organisé par ILS |
| 16 mai 2009 00:57:38       | Proton-M/Briz-M 8K82KM/11S43         | 935-05   | Site 200/39           | Succès   | ProtoStar 2 (SES-7)           | Communications                     | Orbite de transfert géostationnaire         | Vol commercial organisé par ILS |
| 30 juin 2009 19:10:00      | Proton-M/Briz-M 8K82KM/11S43         | 935-06   | Site 200/39           | Succès   | Sirius FM-5                   | Communications                     | Orbite de transfert géostationnaire         | Vol commercial organisé par ILS |
| 11 août 2009 19:47:33      | Proton-M/Briz-M 8K82KM/11S43         | 935-07   | Site 200/39           | Succès   | AsiaSat 5                     | Communications                     | Orbite de transfert géostationnaire         | Vol commercial organisé par ILS |
| 17 septembre 2009 19:19:19 | Proton-M/Briz-M 8K82KM/11S43         | 935-08   | Site 200/39           | Succès   | Nimiq-5                       | Communications                     | Orbite de transfert géostationnaire         | Vol commercial organisé par ILS |
| 24 novembre 2009 14:19:10  | Proton-M/Briz-M 8K82KM/11S43         | 935-09   | Site 200/39           | Succès   | Eutelsat W7                   | Communications                     | Orbite de transfert géostationnaire         | Vol commercial organisé par ILS |
| 14 décembre 2009 10:38:27  | Proton-M/Block-DM-2 8K82KM/11S861    | 535-38   | Site 81/24            | Succès   | Ouragan x 3                   | Satellite de navigation            | Orbite moyenne                              | |
| 29 décembre 2009 00:22:00  | Proton-M/Briz-M 8K82KM/11S43         | 935-10   | Site 200/39           | Succès   | DirecTV-12                    | Communications                     | Orbite de transfert géostationnaire         | Vol commercial organisé par ILS |

## Liste des vols de 2010 à aujourd'hui
| Date                           | Version                         | N° série | Complexe de lancement | Résultat      | Charge utile                           | Type                                         | Orbite                                                 | Commentaire |
| ------------------------------ | ------------------------------- | -------- | --------------------- | ------------- | -------------------------------------- | -------------------------------------------- | ------------------------------------------------------ | --- |
| 28 janvier 2010 00:18:00       | Proton-M/Briz-M 8K82KM/11S43    | 535-35   | Site 81/24            | Succès        | Raduga 1M #2                           | Satellite de télécommunications              | Geosynchrone                                           | |
| 12 février 2010 00:39:40       | Proton-M/Briz-M 8K82KM/11S43    | 535-32   | Site 200/39           | Succès        | Intelsat 16                            | Satellite de télécommunications              | Orbite de transfert géostationnaire                    | Vol commercial d'ILS |
| 1er mars 2010 21:19:44         | Proton-M/DM-2 8K82KM/11S861     | 535-40   | Site 81/24            | Succès        | Ouragan-M #731 #732 #735               | Satellite de navigation                      | Orbite moyenne                                         | |
| 20 mars 2010 18:26:57          | Proton-M/Briz-M 8K82KM/11S43    | 935-14   | Site 200/39           | Succès        | EchoStar XIV                           | Communications                               | Orbite de transfert géostationnaire                    | |
| 24 avril 2010 11:19:00         | Proton-M/Briz-M 8K82KM/11S43    | 935-11   | Site 200/39           | Succès        | SES-1                                  | Communications                               | Orbite de transfert géostationnaire                    | Vol commercial d'ILS |
| 3 juin 2010 22:00:08           | Proton-M/Briz-M 8K82KM/11S43    | 935-12   | Site 200/39           | Succès        | Badr-5                                 | Communications                               | Orbite de transfert géostationnaire                    | Vol commercial d'ILS |
| 10 juillet 2010 18:40:36       | Proton-M/Briz-M 8K82KM/11S43    | 935-15   | Site 200/39           | Succès        | EchoStar XV                            | Communications                               | Orbite de transfert géostationnaire                    | Vol commercial d'ILS |
| 2 septembre 2010 00:53:50      | Proton-M/DM-2 8K82KM/11S861     | 535-30   | Site 81/24            | Succès        | Ouragan-M #736 #737 #738               | Satellite de navigation                      | Orbite moyenne                                         | |
| 14 octobre 2010 18:53:21       | Proton-M/Briz-M 8K82KM/11S43    | 935-16   | Site 81/24            | Succès        | XM-5                                   | Communications                               | Orbite de transfert géostationnaire                    | Vol commercial d'ILS |
| 14 novembre 2010 17:29:20      | Proton-M/Briz-M 8K82KM/11S43    | 935-13   | Site 200/39           | Succès        | SkyTerra-1                             | Communications                               | Orbite de transfert géostationnaire                    | Vol commercial d'ILS |
| 5 décembre 2010 10:25:19       | Proton-M/DM-03 8K82KM/11S861-03 | 535-37   | Site 81/24            | Échec         | Ouragan-M #739 #740 #741               | Satellite de navigation                      | Orbite moyenne (visée)                                 | Premier vol du bloc DM-03. Défaillance de l'étage due à une quantité d'ergols embarquée trop importante. |
| 26 décembre 2010 21:51:00      | Proton-M/Briz-M 8K82KM/11S43    | 935-17   | Site 200/39           | Succès        | KA-SAT                                 | Communications                               | Orbite de transfert géostationnaire                    | Vol commercial d'ILS |
| 20 mai 2011 19:15:19           | Proton-M/Briz-M 8K82KM/11S43    | 935-19   | Site 200/39           | Succès        | Telstar-14R (Estrela do Sul 2)         | Communications                               | Orbite de transfert géostationnaire                    | Vol commercial d'ILS |
| 15 juillet 2011 23:16:10       | Proton-M/Briz-M 8K82KM/11S43    | 935-18   | Site 200/39           | Succès        | KazSat-2 SES-3                         | Communication                                | Orbite de transfert géostationnaire                    | Vol commercial d'ILS (pour SES-3) |
| 17 août 2011 21:25:01          | Proton-M/Briz-M 8K82KM/11S43    | 935-21   | Site 200/39           | Échec         | Ekspress AM4                           | Communications                               | Orbite de transfert géostationnaire (visé)             | Défaillance de l'étage Briz-M |
| 20 septembre 2011 22:46:00     | Proton-M/Briz-M 8K82KM/11S43    | 535-42   | Site 81/24            | Succès        | Cosmos 2473 (Garpoun #1)               | Communications                               | Geosynchrone                                           | |
| 29 septembre 2011 18:32:00     | Proton-M/Briz-M 8K82KM/11S43    | 935-22   | Site 200/39           | Succès        | QuetzSat-1                             | Communications                               | Orbite de transfert géostationnaire                    | Vol commercial d'ILS |
| 19 octobre 2011 18:48:57       | Proton-M/Briz-M 8K82KM/11S43    | 935-20   | Site 200/39           | Succès        | ViaSat-1                               | Communications                               | Orbite de transfert géostationnaire                    | Vol commercial d'ILS |
| 4 novembre 2011 12:51:41       | Proton-M/Briz-M 8K82KM/11S43    | 535-39   | Site 81/24            | Succès        | Ouragan-M #743 #744 #745               | Satellite de navigation                      | Orbite moyenne                                         | |
| 25 novembre 2011 19:10:34      | Proton-M/Briz-M 8K82KM/11S43    | 935-25   | Site 200/39           | Succès        | AsiaSat 7                              | Communications                               | Orbite de transfert géostationnaire                    | Vol commercial d'ILS |
| 11 décembre 2011 11:17:00      | Proton-M/Briz-M 8K82KM/11S43    | 935-23   | Site 81/24            | Succès        | Loutch 5A Amos-5                       | Communication                                | Orbite de transfert géostationnaire                    | |
| 14 février 2012 19:36:37       | Proton-M/Briz-M 8K82KM/11S43    | 935-24   | Site 200/39           | Succès        | SES-4                                  | Communications                               | Orbite de transfert géostationnaire                    | Vol commercial d'ILS |
| 25 mars 2012 12:10:32          | Proton-M/Briz-M 8K82KM/11S43    | 935-28   | Site 200/39           | Succès        | Intelsat 22                            | Communications                               | Transfert super synchrone                              | Vol commercial d'ILS |
| 30 mars 2012 05:49:32          | Proton-K/Blok-DM-2 8K82K/11S861 | 410-18   | Site 81/24            | Succès        | Cosmos 2479 (US-KMO)                   | Satellite d'alerte précoce                   | Geosynchrone                                           | Dernier vol du Proton-K. |
| 23 avril 2012 22:18:13         | Proton-M/Briz-M 8K82KM/11S43    | 935-27   | Site 200/39           | Succès        | Yahsat 1B                              | Communications                               | Orbite de transfert géostationnaire                    | Vol commercial d'ILS |
| 17 mai 2012 19:12:14           | Proton-M/Briz-M 8K82KM/11S43    | 935-29   | Site 81/24            | Succès        | Nimiq 6                                | Communications                               | Orbite de transfert géostationnaire                    | Vol commercial d'ILS |
| 9 juillet 2012 18:38:30        | Proton-M/Briz-M 8K82KM/11S43    | 935-30   | Site 81/24            | Succès        | SES-5                                  | Communications                               | Orbite de transfert géostationnaire                    | Vol commercial d'ILS |
| 6 août 2012 19:31:00           | Proton-M/Briz-M 8K82KM/11S43    | 935-31   | Site 81/24            | Échec         | Telkom 3 Ekspress MD2                  | Communication                                | Geosynchrone (visé)                                    | Défaillance de l'étage Briz-M 7 secondes avant le troisième allumage |
| 14 octobre 2012 08:37:00       | Proton-M/Briz-M 8K82KM/11S43    | 935-26   | Site 81/24            | Succès        | Intelsat 23                            | Communication                                | Geosynchrone                                           | Vol commercial d'ILS |
| 2 novembre 2012 21:04:00       | Proton-M/Briz-M 8K82KM/11S43    | 935-32   | Site 81/24            | Succès        | Loutch 5B Yamal-300K                   | Communication                                | Geosynchrone                                           | |
| 20 novembre 2012 18:31:00      | Proton-M/Briz-M 8K82KM/11S43    | 935-33   | Site 200/39           | Succès        | EchoStar XVI                           | Communications                               | Orbite de transfert géostationnaire                    | Vol commercial d'ILS |
| 8 décembre 2012 13:13:43       | Proton-M/Briz-M 8K82KM/11S43    | 935-34   | Site 200/39           | Échec partiel | Yamal-402                              | Communications                               | Orbite de transfert géostationnaire (visée) (atteinte) | Vol commercial d'ILS. Extinction de l'étage Briz-M 4 minutes plus tôt que planifié. Satellite capable d'atteindre son orbite visée par ses propres moyens. |
| 26 mars 2013 19:06:48          | Proton-M/Briz-M 8K82KM/11S43    | 935-36   | Site 200/39           | Succès        | Satmex 8                               | Communications                               | Orbite de transfert géostationnaire                    | Vol commercial d'ILS |
| 15 avril 2013 18:36:00         | Proton-M/Briz-M 8K82KM/11S43    | 935-37   | Site 200/39           | Succès        | Anik G1                                | Communications                               | Orbite de transfert géostationnaire                    | Vol commercial d'ILS |
| 14 mai 2013 16:02:00           | Proton-M/Briz-M 8K82KM/11S43    | 935-38   | Site 200/39           | Succès        | Eutelsat 3D                            | Communications                               | Orbite de transfert géostationnaire                    | Vol commercial d'ILS |
| 3 juin 2013 09:18:31           | Proton-M/Briz-M 8K82KM/11S43    | 935-40   | Site 200/39           | Succès        | SES-6                                  | Communications                               | Transfert super synchrone                              | Vol commercial d'ILS |
| 2 juillet 2013 02:38:22        | Proton-M/DM-03 8K82KM/11S861-03 | 535-43   | Site 81/24            | Échec         | Ouragan-M #778 #749 #750               | Satellite de navigation                      | Orbite moyenne                                         | Défaillance du système de contrôle du premier étage. Mauvais montage des capteurs d'accélération. |
| 29 septembre 2013 21:38:10     | Proton-M/Briz-M 8K82KM/11S43    | 935-39   | Site 200/39           | Succès        | Astra 2E                               | Communications                               | Orbite de transfert géostationnaire                    | Vol commercial d'ILS |
| 25 octobre 2013 18:08:54       | Proton-M/Briz-M 8K82KM/11S43    | 935-35   | Site 200/39           | Succès        | Sirius FM-6                            | Communications                               | Orbite de transfert géostationnaire                    | Vol commercial d'ILS |
| 11 novembre 2013 23:46:00      | Proton-M/Briz-M 8K82KM/11S43    | 535-41   | Site 81/24            | Succès        | Raduga 1M #3                           | Communications                               | Geosynchrone                                           | |
| 8 décembre 2013 12:12:00       | Proton-M/Briz-M 8K82KM/11S43    | 935-44   | Site 200/39           | Succès        | Inmarsat 5-F1                          | Communications                               | Transfert super synchrone                              | Vol commercial d'ILS |
| 26 décembre 2013 10:49:56      | Proton-M/Briz-M 8K82KM/11S43    | 935-41   | Site 81/24            | Succès        | Ekspress AM5                           | Communications                               | Orbite de transfert géostationnaire                    | |
| 14 février 2014 21:09:03       | Proton-M/Briz-M 8K82KM/11S43    | 935-43   | Site 81/24            | Succès        | Türksat 4A                             | Communications                               | Orbite de transfert géostationnaire                    | Vol commercial d'ILS |
| 15 mars 2014 23:08:00          | Proton-M/Briz-M 8K82KM/11S43    | 935-42   | Site 81/24            | Succès        | Ekspress AT1 Ekspress AT2              | Communications                               | Geosynchrone                                           | |
| 28 avril 2014 04:25:00         | Proton-M/Briz-M 8K82KM/11S43    | 935-46   | Site 81/24            | Succès        | Loutch 5V KazSat-3                     | Communication                                | Orbite de transfert géostationnaire                    | |
| 15 mai 2014 21:42:00           | Proton-M/Briz-M 8K82KM/11S43    | 935-45   | Site 200/39           | Échec         | Ekspress AM4R                          | Communications                               | Orbite de transfert géostationnaire (visée)            | Défaillance d'un moteur vernier du troisième étage P |
| 27 septembre 2014 20:23:00     | Proton-M/Briz-M 8K82KM/11S43    | 935-47   | Site 81/24            | Succès        | Loutch (Olimp-K)                       | Communications                               | Geosynchrone                                           | |
| 21 octobre 2014 15:09:32       | Proton-M/Briz-M 8K82KM/11S43    | 935-48   | Site 81/24            | Succès        | Ekspress AM6                           | Communications                               | Geosynchrone                                           | |
| 15 décembre 2014 00:16:00      | Proton-M/Briz-M 8K82KM/11S43    | 935-50   | Site 81/24            | Succès        | Yamal-401                              | Communications                               | Geosynchrone                                           | Vol commercial d'ILS |
| 27 décembre 2014 21:37:49      | Proton-M/Briz-M 8K82KM/11S43    | 935-49   | Site 200/39           | Succès        | Astra 2G                               | Communications                               | Orbite de transfert géostationnaire                    | Vol commercial d'ILS |
| 1 février 2015 12:31:00        | Proton-M/Briz-M 8K82KM/11S43    | 935-51   | Site 200/39           | Succès        | Inmarsat 5-F2                          | Communications                               | Transfert synchrone                                    | Vol commercial d'ILS |
| 18 mars 2015 22:05:00          | Proton-M/Briz-M 8K82KM/11S43    | 935-52   | Site 200/39           | Succès        | Ekspress AM7                           | Communications                               | Orbite de transfert géostationnaire                    | |
| 16 mai 2015 05:47:39           | Proton-M/Briz-M 8K82KM/11S43    | 935-54   | Site 200/39           | Échec ,       | Mexsat-1                               | Communications                               | Orbite de transfert géostationnaire (visée)            | Vol commercial d'ILS. Le moteur vernier du troisième étage de Proton est tombé en panne à T+497 secondes en raison de vibrations excessives causées par l'incapacité de faire face à une alimentation inégale d'une pompe dont le revêtement de l'arbre avait été dégradé. |
| 28 août 2015 11:44:00          | Proton-M/Briz-M 8K82KM/11S43    | 935-55   | Site 200/39           | Succès        | Inmarsat 5-F3 Inmarsat                 | Communications                               | Transfert super synchrone                              | Vol commercial d'ILS |
| 14 septembre 2015 19:00:00     | Proton-M/DM-03 8K82KM/11S861-03 | 935-53   | Site 81/24            | Succès        | Ekspress AM8                           | Communications                               | Geosynchrone                                           | |
| 16 octobre 2015 20:40:11       | Proton-M/Briz-M 8K82KM/11S43    | 935-56   | Site 200/39           | Succès        | Türksat 4B                             | Communications                               | Orbite de transfert géostationnaire                    | Vol commercial d'ILS |
| 13 décembre 2015 00:19:00      | Proton-M/Briz-M 8K82KM/11S43    | 535-44   | Site 81/24            | Succès        | Cosmos 2513 (Garpoun #2)               | Communications                               | Géosynchrone                                           | |
| 24 décembre 2015 21:31:19      | Proton-M/Briz-M 8K82KM/11S43    | 935-57   | Site 200/39           | Succès        | Ekspress AMU1                          | Communications                               | Orbite de transfert géostationnaire                    | |
| 29 janvier 2016 22:20:09       | Proton-M/Briz-M 8K82KM/11S43    | 935-58   | Site 200/39           | Succès        | Eutelsat 9B                            | Communications                               | Orbite de transfert géostationnaire                    | Vol commercial d'ILS |
| 14 mars 2016 09:31:42          | Proton-M/Briz-M 8K82KM/11S43    | 935-60   | Site 200/39           | Succès        | ExoMars Trace Gas Orbiter Schiaparelli | Orbiteur martien / atterrisseur martien      | Orbite héliocentrique                                  | Explosion de l'étage Briz-M après la séparationcontestée par la suite par Roscosmos. |
| 9 juin 2016 07:10:00           | Proton-M/Briz-M 8K82KM/11S43    | 937-01   | Site 81/24            | Succès        | Intelsat 31                            | Communications                               | Transfert super synchrone                              | Vol commercial d'ILS. Poussée inférieure à ce qui était prévu du deuxième étage compensée par le troisième étage. |
| 8 juin 2017 03:45:47           | Proton-M/Briz-M 8K82KM/11S43    | 935-61   | Site 81/24            | Succès        | EchoStar 21                            | Communications                               | Orbite de transfert géostationnaire                    | Vol commercial d'ILS. |
| 16 août 2017 22:07:00          | Proton-M/Briz-M 8K82KM/11S43    | 937-01   | Site 81/24            | Succès        | Cosmos 2520 (Blagovest 11L)            | Communications                               | Géosynchrone                                           | |
| 11 septembre 2017 19:23:41     | Proton-M/Briz-M 8K82KM/11S43    | 935-65   | Site 200/39           | Succès        | Amazonas 5                             | Communications                               | Orbite de transfert géostationnaire                    | Vol commercial d'ILS. |
| 28 septembre 2017 18:52:16     | Proton-M/Briz-M 8K82KM/11S43    | 937-02   | Site 200/39           | Succès        | AsiaSat 9                              | Communications                               | Orbite de transfert géostationnaire                    | Vol commercial d'ILS. |
| 18 avril 2018 22:12:00         | Proton-M/Briz-M 8K82KM/11S43    | 935-62   | Site 81/24            | Succès        | Cosmos 2526 (Blagovest 12L)            | Communications                               | Géosynchrone                                           | |
| 21 décembre 2018 19:20:00      | Proton-M/Briz-M 8K82KM/11S43    | 935-63   | Site 81/24            | Succès        | Cosmos 2533 (Blagovest 13L)            | Communications                               | Orbite de transfert géostationnaire                    | |
| 30 mai 2019 17:42:00           | Proton-M/Briz-M 8K82KM/11S43    | 935-69   | Site 200/39           | Succès        | Yamal-601                              | Communications                               | Orbite de transfert géostationnaire                    | Vol commercial d'ILS. |
| 13 juillet 2019 12:30:57       | Proton-M/DM-03 8K82KM/11S861-03 | 535-47   | Site 81/24            | Succès        | Spektr-RG                              | Observatoire spatial                         | Orbite héliocentrique - Point de Lagrange L2           | |
| 5 août 2019 21:56:00           | Proton-M/Briz-M 8K82KM/11S43    | 935-64   | Site 81/24            | Succès        | Cosmos 2539 (Blagovest 14L)            | Communications                               | Orbite de transfert géostationnaire                    | |
| 9 octobre 2019 10:17:56        | Proton-M/Briz-M 8K82KM/11S43    | 937-04   | Site 200/39           | Succès        | Eutelsat 5 West B / MEV-1              | Communications / Remorqueur spatial          | Orbite de transfert géostationnaire                    | |
| 24 décembre 2019 12:03:02      | Proton-M/DM-03 8K82KM/11S861-03 | 935-66   | Site 81/24            | Succès        | Elektro-L 3                            | Météorologique                               | Orbite de transfert géostationnaire                    | |
| 30 juillet 2020 à 21:25:19 TU  | Proton-M / Briz-M               | 935-71   | Site 200/39           | Succès        | Ekspress 80 et 103                     | Satellites de télécommunications             | Orbite géostationnaire                                 | |
| 21 juillet 2021 à 14:58:21 UTC | Proton-M 8K82KM                 | 535-45   | Site 200/39           | Succès        | Nauka                                  | Module de la Station spatiale internationale | Orbite basse                                           | |
| 13 décembre 2021 à 12:07 UTC   | Proton-M / Briz-M               | 535-46   | Site 200/39           | Succès        | Ekspress-AMU3 et AMU7                  | Satellites de télécommunications             | Orbite géostationnaire                                 | |
| 12 octobre 2022 à 15:00 UTC    | Proton-M/DM-03 8K82KM/11S861-03 |          | Site 81/24            |               | Angosat-2                              | Communications                               | Orbite géostationnaire                                 | |
| 05 février 2023                | Proton-M/DM-03 8K82KM/11S861-03 | 935-68   |                       |               | Elektro-L No.4                         | Météorologie                                 | Orbite géostationnaire                                 | |
| 12 mars 2023                   | Proton-M/Briz-M 8K82KM/11S43    |          |                       | Succès        | Luch-Kh/Olimp-K                        | Communications                               | Orbite géostationnaire                                 | |

## Lancements prévus
| Date              | Version                         | N° série | Complexe de lancement | Résultat | Charge utile   | Type           | Orbite                 | Commentaire |
| ----------------- | ------------------------------- | -------- | --------------------- | -------- | -------------- | -------------- | ---------------------- | ----------- |
| Fin novembre 2022 | Proton-M/Briz-M 8K82KM/11S43    |          | Site 200/39           | Prévu    | Luch-5         | Communications | Orbite géostationnaire |             |
| 2024,             | Proton-M/DM-03 8K82KM/11S861-03 |          | Site 200/39           | Prévu    | Elektro-L No.5 | Météorologie   | Orbite géostationnaire |             |